# Nibelungenviertel

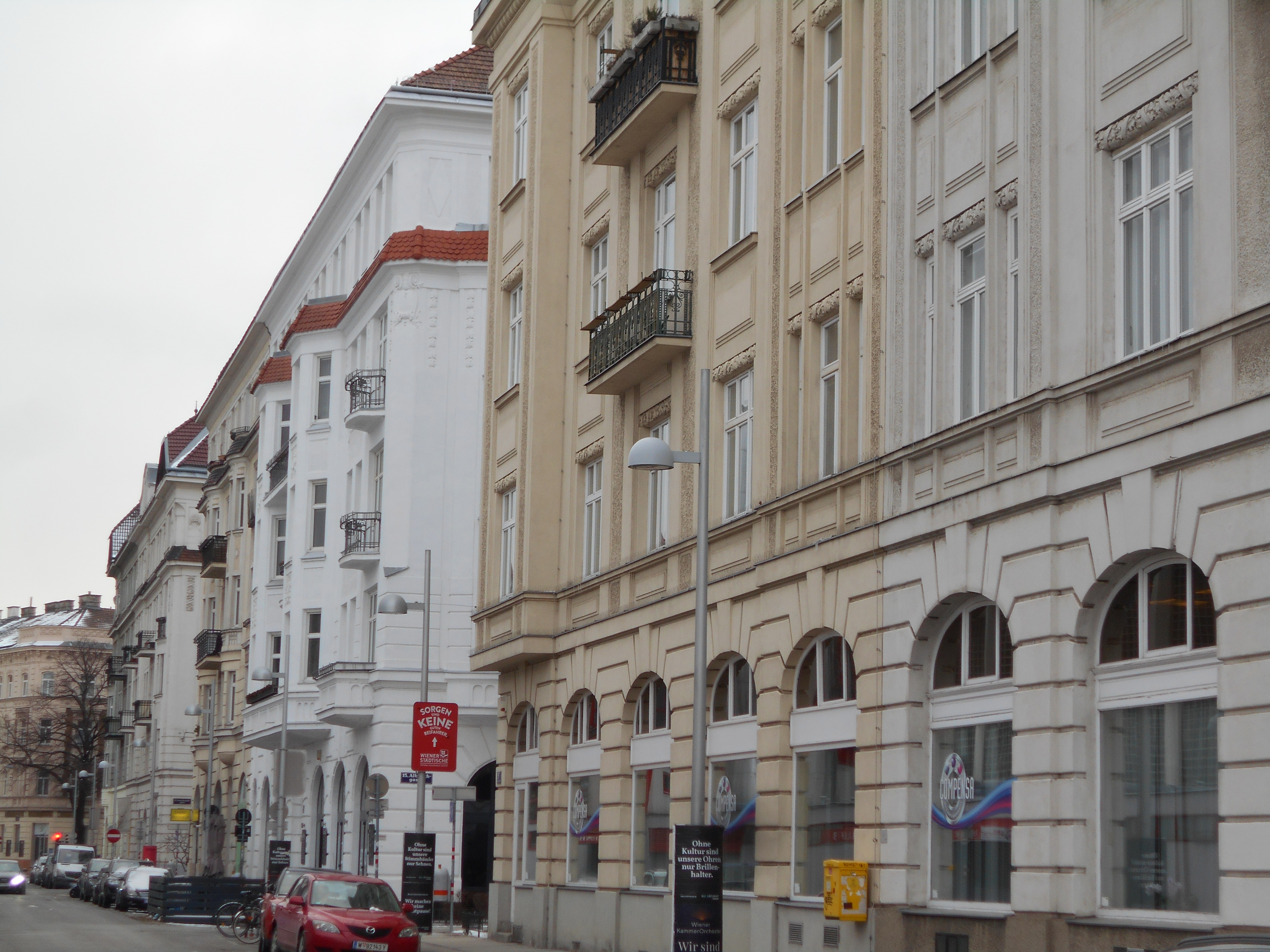
Die westliche Seite des Vogelweidplatzes mit der typischen spätsecessionistisch-neoklassizistischen Architektur des Nibelungenviertels

Das Nibelungenviertel ist ein Viertel innerhalb des Bezirksteils Fünfhaus des 15. Wiener Gemeindebezirks Rudolfsheim-Fünfhaus. Das etwa 26 Hektar große Viertel wird im Norden von der Gablenzgasse, im Osten vom Vogelweidplatz, im Süden von der Hütteldorfer Straße und im Westen von der Stutterheimstraße begrenzt. Das Zentrum bilden der mit Pappeln bestandene Kriemhildplatz und die Allee der Markgraf-Rüdiger-Straße.
Durch die Bebauung knapp vor und nach dem Ersten Weltkrieg ist ein Übergang zwischen Secessionismus bzw. Neoklassizismus und dem anschließenden Stil der 1920er-Jahre zu sehen.

## Geschichte
Auf der Wiener Schmelz befand sich im 19. Jahrhundert der „Exerzier- und Paradeplatz Schmelz“. Im Jahr 1911 wurde der südliche und östliche Teil zur Bebauung freigegeben. Ausgehandelt wurde diese Transaktion von Heinrich Goldemund, dem damaligen Leiter der Baudirektion und späteren Stadtbaudirektor, auf den wohl auch das Grundkonzept zurückgeht. Ab 1912 wurde hier ein neues Wohngebiet errichtet, dessen Straßen mehrheitlich nach Figuren aus dem Nibelungenlied benannt wurden. Aus diesem Grund hat sich für diesen Bezirksteil der (nicht amtliche) Name „Nibelungenviertel“ eingebürgert. Da sich der zentrale Teil des Viertels um den Kriemhildplatz erstreckt, ist auch der Name Kriemhildviertel in Gebrauch. 
Der Erste Weltkrieg unterbrach die Bautätigkeit. Nach Ende des Krieges wurden bis 1926 die Baulücken durch weitere Wohnhäuser sowie durch Genossenschafts- und Gemeindebauten geschlossen, die ein weiteres prägendes Element des Viertels sind.
Im Osten des Nibelungenviertels sollte nach der ursprünglichen Planung von 1910/1912 ein Kaiser-Franz-Joseph-Stadtmuseum nach Plänen von Otto Wagner errichtet werden. Dieses Vorhaben wurde nicht realisiert; stattdessen wurde in diesem Bereich ab 1953 die Wiener Stadthalle und das Stadthallenbad gebaut.
Zwei weitere Teile der Schmelz wurden auch in dieser Zeit verbaut, die aber vom Nibelungenviertel größtenteils durch einerseits den verbleibenden Teil der Schmelz andererseits durch den Vogelweidplatz (und heutzutage die Stadthalle) getrennt sind (siehe Neu-Fünfhaus), nur im Bereich Hütteldorfer Straße und Preysinggasse / Tannhäuserplatz gehen diese Zonen ineinander über. Gerade diese Abgeschlossenheit nach zwei Seiten macht auch die Erkennbarkeit als Viertel aus.

## Straßen und Plätze
Das Viertel umfasst folgende Straßen und Plätze:
| - Alberichgasse - Alliogasse - Brunhildengasse - Burjanplatz - Camillo-Sitte-Gasse - Costagasse | - Dankwartgasse - Gernotgasse - Giselhergasse - Guntherstraße - Hagengasse - Krebsengartengasse - Kriemhildplatz | - Loeschenkohlgasse - Markgraf-Rüdiger-Straße - Pilgerimgasse - Langmaisgasse - Plunkergasse - Preysinggasse - Reuenthalgasse | - Schweglerstraße - Tellgasse - Volkergasse - Walkürengasse - Witzelsbergergasse |

Zu den Nibelungenbenennungen (z. B. Kriemhild, Brünhild oder Hagen von Tronje) siehe Nibelungensage#Wichtige Figuren im Nibelungenlied und in anderen Werken der Nibelungensage. Daneben weichen einige Gassen von diesem Benennungsschema ab, siehe zu diesem Thema ganz allgemein Liste der Straßennamen von Wien/Rudolfsheim-Fünfhaus.
Der Kriemhildplatz ist das Zentrum des Viertels, das Gebiet wird von Nord-Süd-Achsen geprägt, die es in seiner Gesamtheit durchqueren: Schweglerstraße / Camillo-Sitte-Gasse, Markgraf-Rüdiger-Straße und die nur einen Block nördlich der Hütteldorfer Straße beginnende Alliogasse (auch in dieses Schema gehört der östlich begrenzende Vogelweidplatz, der seit den 1960ern in Wirklichkeit größtenteils ein Straßenzug ist). Die Quergassen in Ost-West-Richtung sind, dem nicht ganz regelmäßigen Straßenraster entsprechend, kürzer sind als die Nord-Süd-Achsen, durchgängig ist nur die Loeschenkohlgasse.

## Bauten
Die Gegend um den Kriemhildplatz und entlang des Vogelweidplatzes ist von der Stadt Wien mit ein paar Häusern an der Hütteldorfer Straße zur baulichen Schutzzone Fünfhaus zusammengefasst.
Geprägt ist das Viertel vor allem von der ersten Bauphase, in der vier- bis fünfgeschoßige großbürgerliche Mietshäuser errichtet wurden, deren Stil die Spätphase der Wiener Secession widerspiegelt. Die Fassaden sind einerseits durch Erker, Giebel oder Dachaufbauten repräsentativ gestaltet, der Dekor ist aber andererseits sparsam und oft auf geometrische Formen wie Rautenfelder reduziert, auch florale Motive erfreuen sich einiger Beliebtheit. In den Dekorformen ist dabei neben der Orientierung am Secessionismus auch ein Rückgriff auf den Spätklassizismus („Biedermeier“) zu sehen, was den lokalen Charakter des Neoklassizismus in Wien ausmacht. Friedrich Achleitner charakterisiert diesen Stil exemplarisch in seiner Besprechung des 1912 entstandenen Hauses Alberichgasse Nr. 6:

„Nach der Üppigkeit der spätgründerzeitlichen Fassaden wirkt diese geradezu puristisch flach, diszipliniert und kontrolliert. Es handelt sich auch um die wienerische Mischung von Biedermeier und Spätsecession (...)“

In vielen Fällen sind originale Haustüren erhalten, die Foyers im Inneren sind oft verfliest und in den Stiegenhäusern finden sich noch einige Buntglasfenster.
Zu den bedeutendsten Architekten, die in der ersten Bauphase des Nibelungenviertel vor dem Ersten Weltkrieg Wohnbauten planten, zählt der durch die Kirche am Zentralfriedhof bekannte Max Hegele.
In der zweiten Bauphase nach dem Ersten Weltkrieg wurde die noch bestehenden Baulücken in erster Linie durch Gemeindebauten ausgefüllt, die vor allem in der Alliogasse den Charakter eines Ensembles annehmen. Drei der Bauten stammen aus der frühen Phase und sind nur etwas mehr als zehn Jahre später als die bürgerlich-repräsentativen Bauten rund um den Kriemhildplatz entstanden, haben noch einige Formen mit diesen gemeinsam, so dass sie sich ohne großen Kontrast in das Viertel einfügen. Über den Johann-Witzmann-Hof etwa wird gesagt, dass er eine repräsentative und nahezu bürgerliche Fassade hat, bzw. der Gesamteindruck an bürgerliche Villen der Vorstädte erinnert. Die Gemeindebauten der Zwischenkriegszeit stehen heute sämtlich unter Denkmalschutz.
In der dritten Bebauungsphase um und nach 1930 entstehen schlichtere und blockhaftere Gebäude wie die Gemeindebauten an der Gablenzgasse und Stutterheimergasse, ebenso wie die beiden schon nach 1934 entstandenen Kirchenbauten, die allerdings die wichtigsten öffentlichen Gebäude im Viertel sind. Diese Objekte liegen verstreut und in relativer Randlage.
Bauten aus der Nachkriegszeit befinden sich vor allem im südlichen Bereich in der Nähe der Hütteldorfer Straße, bilden aber nur im Bereich der Krebsengartengasse einen geschlossenen Verband.

### Kirchen
Im Viertel gibt es zwei Kirchengebäude.
Die Christkönigskirche am Kriemhildplatz wurde 1933/34 nach Plänen von Clemens Holzmeister als Gedächtniskirche für Bundeskanzler Ignaz Seipel errichtet. Die Initiative dazu kam von der christlichsozialen Abgeordneten Hildegard Burjan (auch Gründerin der Caritas Socialis), nach der nunmehr der Platz vor der Kirche benannt ist. Seipel wurde in dieser Kirche beigesetzt, ebenso wie Engelbert Dollfuß nach dem Attentat 1934. 1939 wurden beide Särge entfernt und die Toten auf Friedhöfen bestattet. Die Kirche bildet mit dem Pfarrhof und einem ehemaligen Fürsorgehaus (heute Pfarrkindergarten) eine rechteckige Anlage, die kreuzgangartig um einen Hof angeordnet ist. Das Hauptschiff und der höhere Ostchor sind mit Satteldächern ausgestattet, im Norden schließt ein niedriges Seitenschiff mit einem Dachreiter an. Die Fassaden sind glatt und mit kleinteilig verstäbten Rechteck- und Rundöffnungen versehen.
Ein weiteres Kirchengebäude im Nibelungenviertel ist die 1936/37 erbaute Zwinglikirche der Architekten Siegfried Theiss und Hans Jaksch, eine evangelische Kirche H.B. Es ist ein schlichter Rechteckbau mit Satteldach und Glockenreiter.

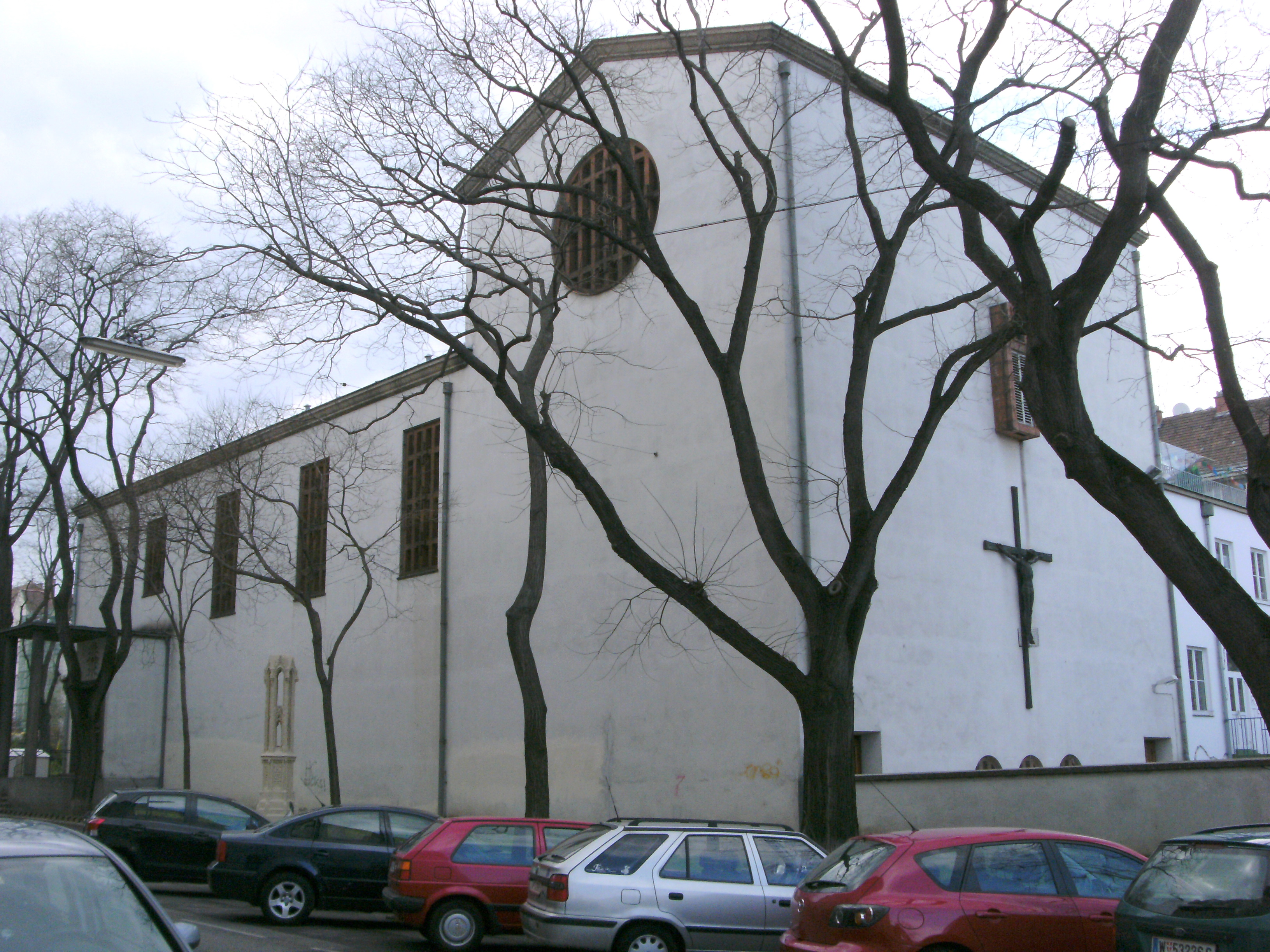
Christkönigskirche
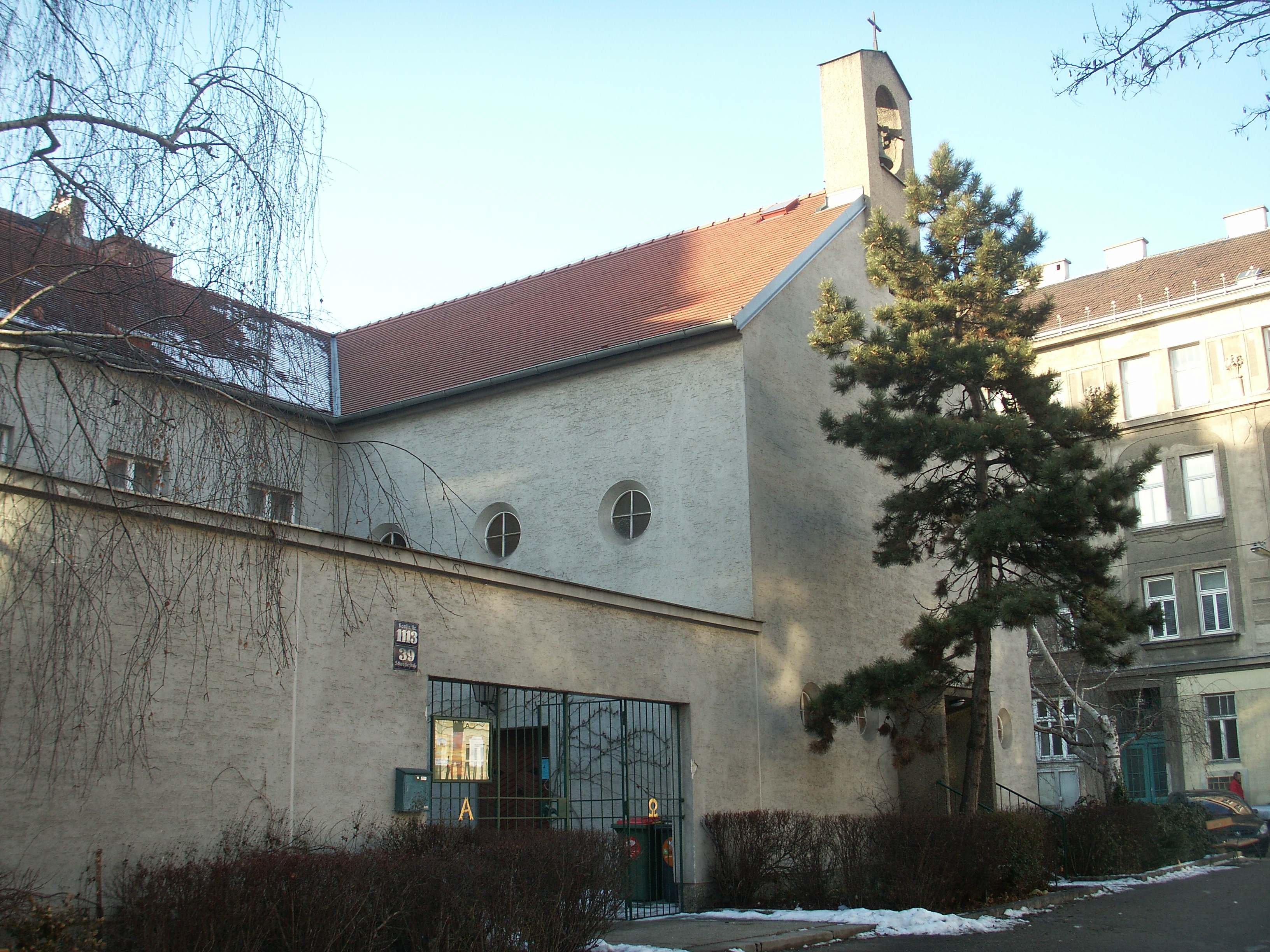
Zwinglikirche

### Kriemhildplatz
Der zentrale Ort des ganzen Viertels ist der avenueartige Kriemhildplatz, an der Kreuzung mit der Markgraf-Rüdiger-Straße befindet sich auch die Christkönigskirche. Das Ensemble ist noch fast original erhalten, hier ist auch die anspruchsvollste und auch geschlossenste Verbauung mit repräsentativen großbürgerlichen Zinshäusern. Ausnahmen sind die Häuser Nr. 4, Nr. 9 und vor allem das 1932 von Viktor Charwot erbaute Eckhaus zur Alliogasse (Nr. 5, ident Alliogasse 14).
- Nr. 1 (⊙): Das Kopfgebäude zur Kirche hin stammt aus dem Jahr 1914 von Max Hegele. Es ist in den Formen zum gegenüberliegenden Eckhaus Nr. 10 identisch, das zur selben Zeit vom selben Architekten gebaut wurde. Bei den massigen Häusern dominiert das Mansarddach (die Dachformen der beiden Häuser beziehen sich aufeinander) und der sparsam eingesetzte Putzdekor im Stil der Wiener Werkstätte. Beiden Häusern sind auch originale Gittertüren und verflieste Foyers mit Wandbrunnen und floralen bzw. ornamentalen Farbglasfenstern gemeinsam.
- Nr. 2 (⊙): Das Haus stammt aus dem Jahr 1912 und ebenso wie das Nachbarhaus von Karl Rossner und Franz Neuwirth. Es ist dreizonig gegliedert, die pilastergerahmten Seitenachsen sind hervorgehoben, mit Vasendekor versehen und weisen Bay-windows auf, das Dach hat in den Mittelachsen einen doppelten Spitzerker. Die Portalrahmung ist mit Eulenfiguren dekoriert. Das Foyer ist verfliest und stuckiert, mit Reliefs tanzender Figuren. Achleitner lobt die maßstäbliche Beziehung zum geräumigen Kriemhildplatz, die zeigt, dass sich die Architektur hier als Teil eines öffentlichen Raumes versteht.[10]
- Nr. 3 (⊙): Das zweite Haus von Rossner und Neuwirth stammt aus dem Jahr 1914. Die Fassade ist weniger rigoros strukturiert, dafür feiner dekoriert. Statt der mittleren Erker befinden sich die Spitzerker oberhalb der seitenachse. Portalfiguren sind hier Putti, auch im Foyer gibt es ein von Putti gehaltenes Becken.
- Nr. 6 & 7: (⊙): Dieses monumentale, ein Drittel des Häuserblocks einnehmende Wohn- und Geschäftshaus (Identadressen Alliogasse 16–18, Gernotgasse 7–9) stammt von Clemens Kattner und wurde 1911/12 erbaut. Die Betonung der Mittelachsen zu Kriemhildplatz und Alliogasse erfolgt über Halbsäulen, Balkons und flankierende Erker. Achleitner sieht hier eine noch ganz in der Tradition des Historismus stehende Fassadengliederung, nur der Dekor weise auf die Entstehungszeit hin.[11]
- Nr. 8 (⊙): Dieses Gebäude wurde 1914/15 von Franz Zelenka erbaut.
- Nr. 10 (⊙): Das andere Kopfgebäude entspricht Nr. 1, allerdings sind die Dachfenster zur Markgraf-Rüdiger Straße noch original erhalten. Die Wohnungen sind bereits mit Sanitäranlagen ausgestattet, was auch zu dieser Zeit noch nicht weit verbreitet war.[11]

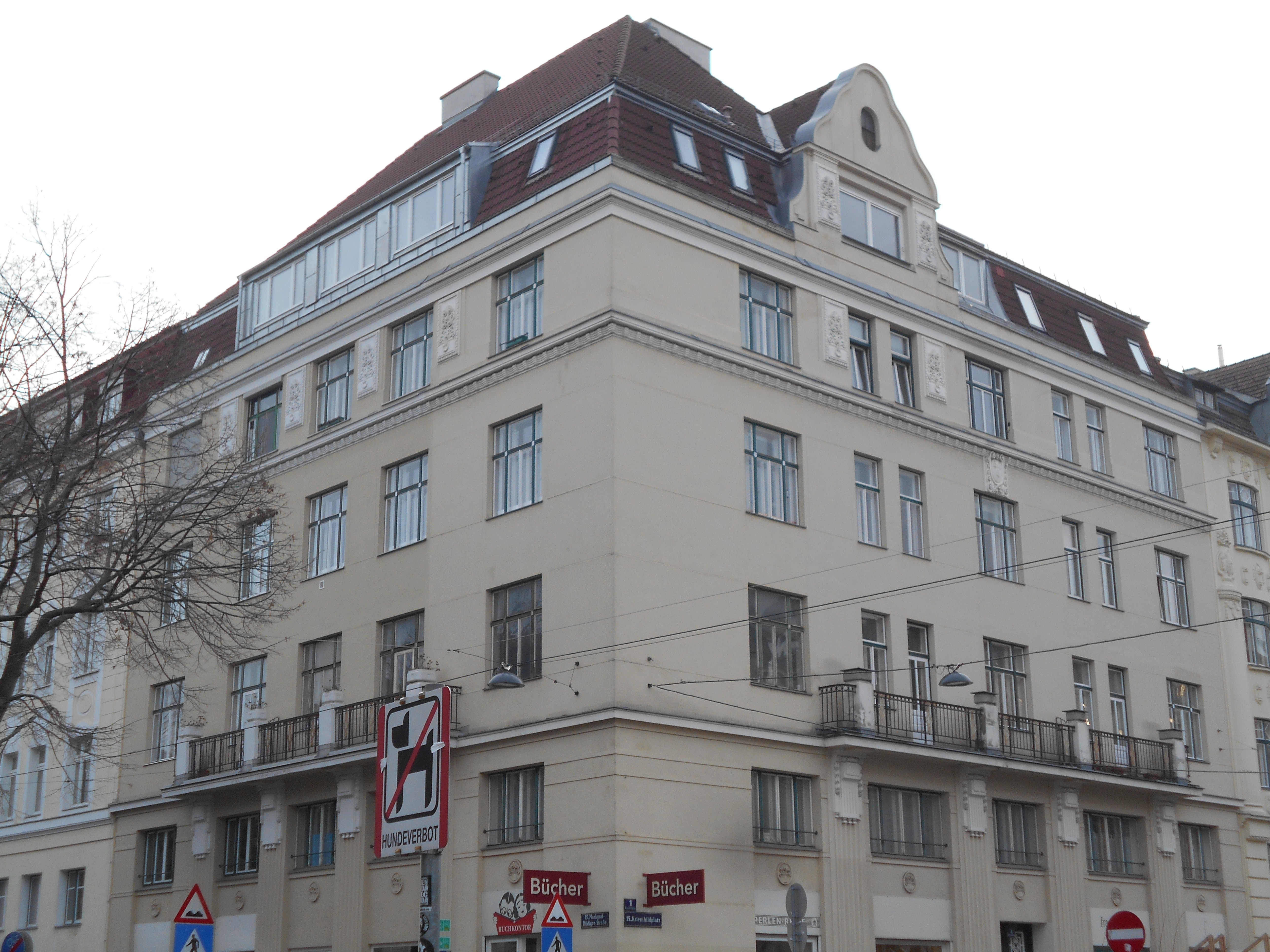
Kriemhildplatz 1
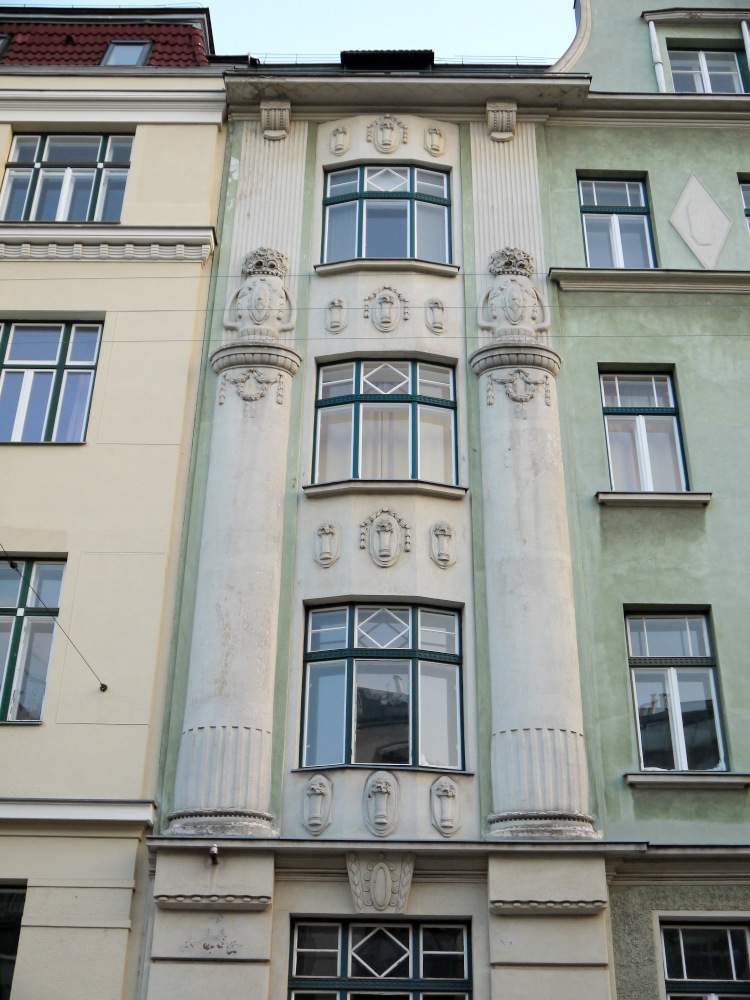
Linke Seitenachse von Kriemhildplatz 2
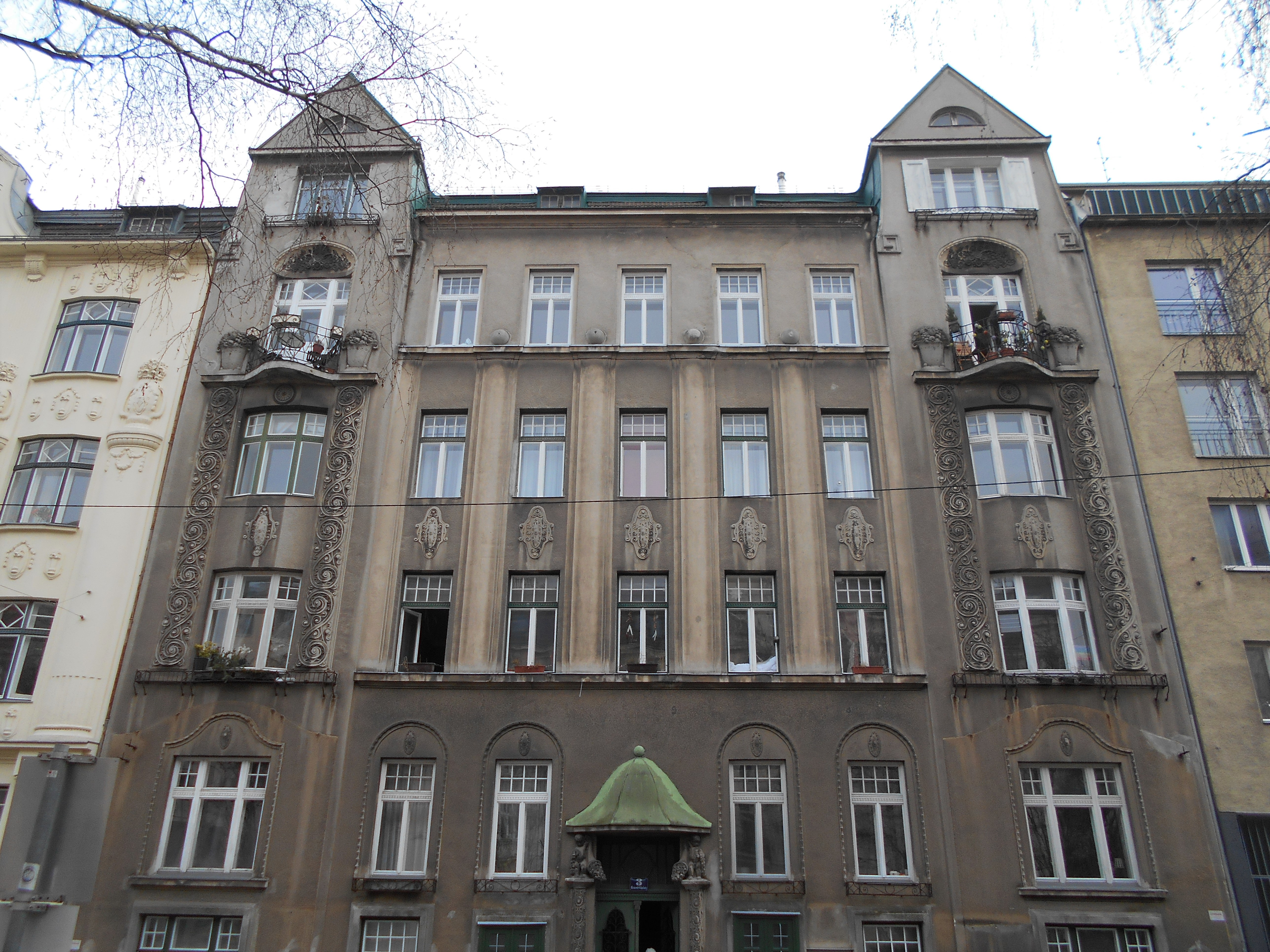
Kriemhildplatz 3
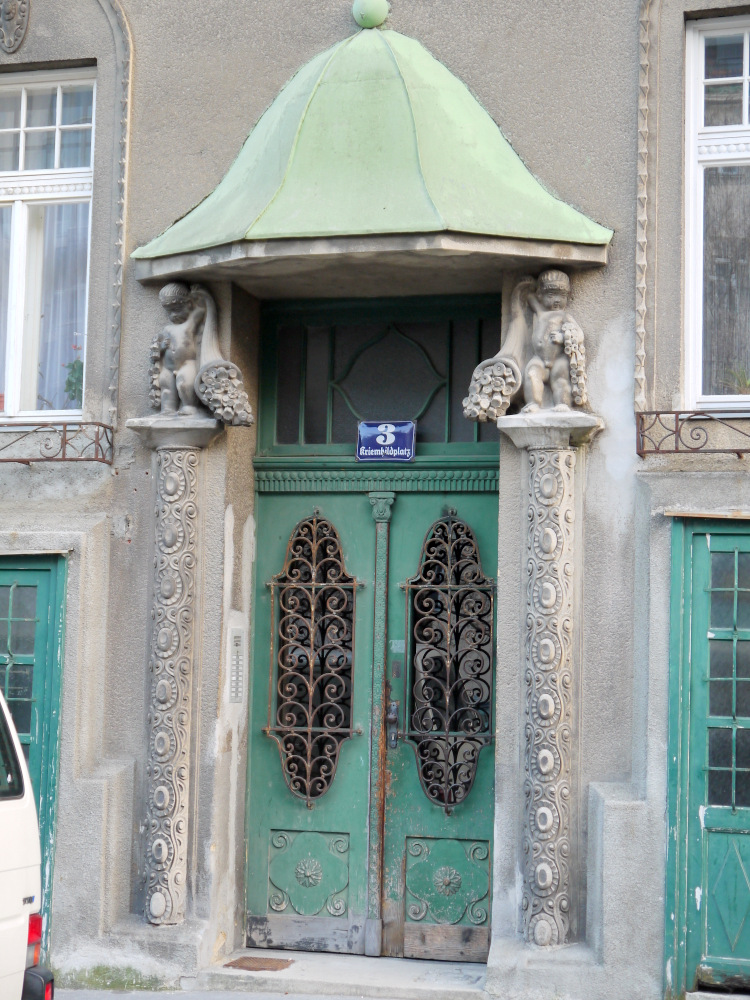
Kriemhildplatz 3, Portal mit Putti
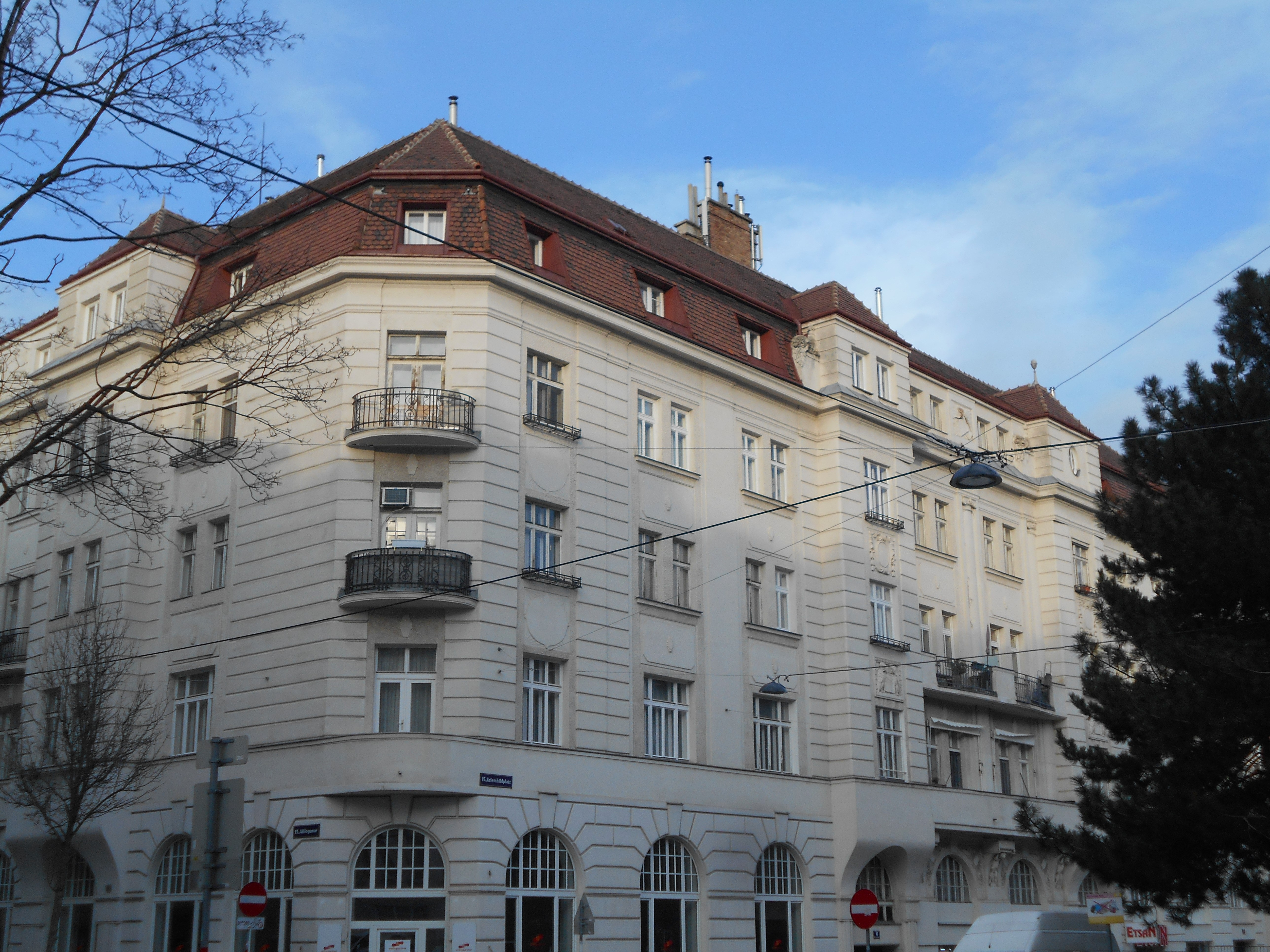
Kriemhildplatz 6 & 7
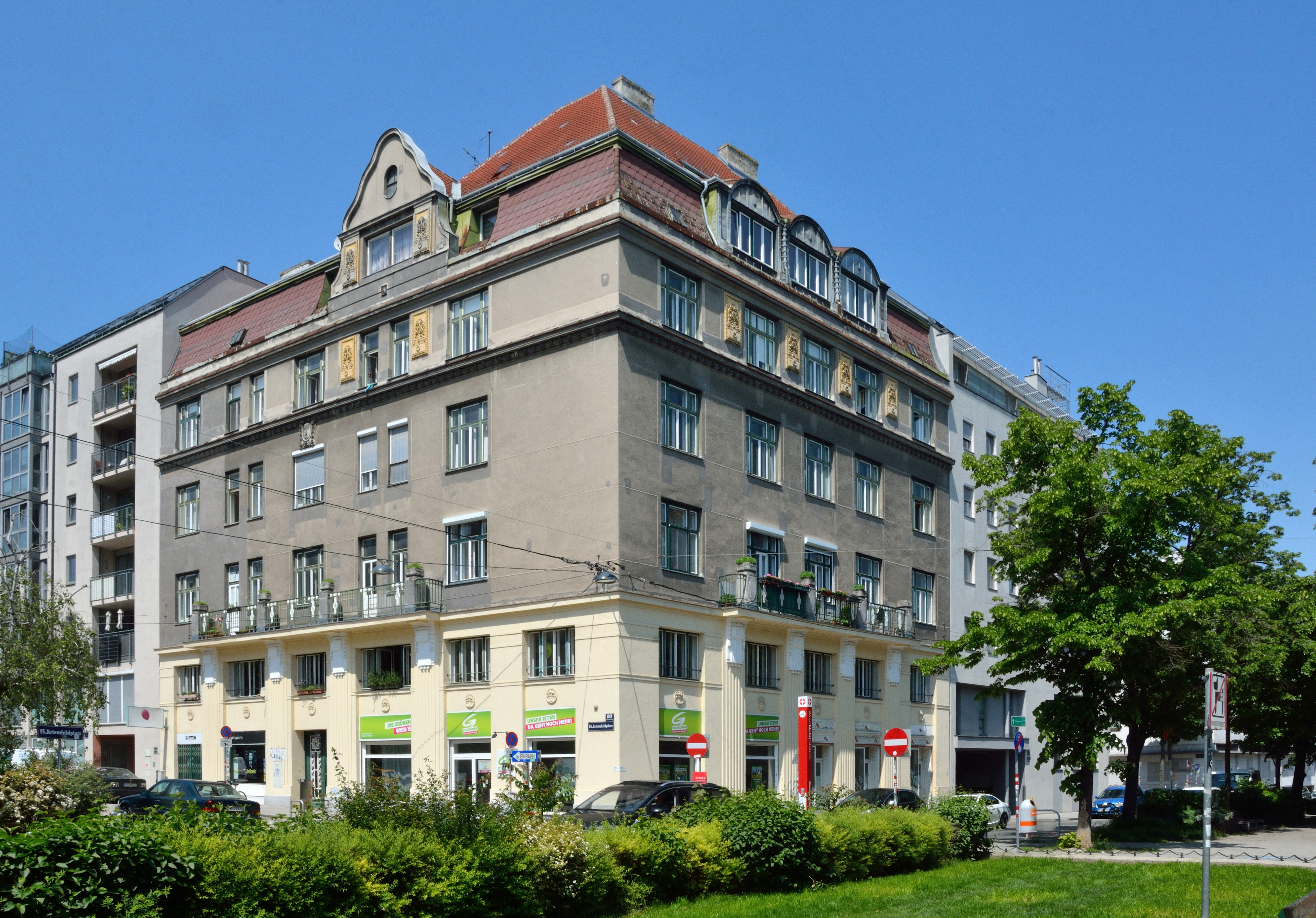
Kriemhildplatz 10

### Östliche Erweiterung des Kriemhildplatzes, Burjanplatz, Langmaisgasse, Reuenthalgasse
Dies ist die nicht sehr klar benannte Platzfläche um die Christkönigskirche (zu dieser siehe den entsprechenden Abschnitt), die die östliche Erweiterung des Kriemhildplatzes auf der anderen Seite der Markgraf-Rüdiger-Straße darstellt. In der Grünfläche um die Kirche sind auch fünf Relikte des Schmelzer Friedhofs aufgestellt, der sich östlich des Gebiets befand und 1782–1874 in Betrieb war (allerdings erst nach dem Ersten Weltkrieg geschleift wurde).
- Kriemhildplatz Nr. 13 (ident Markgraf-Rüdiger-Straße 14, Burjanplatz 3, ⊙) stammt ebenso wie das anschließende Haus Markgraf-Rüdiger-Straße 12 von Josef Wenzel Sejvel. Erbaut wurden die Häuser 1912 bzw. 1914. Achleitner lobt an diesen Häusern ihre großstädtische Kraft und Gelassenheit trotz ihrer Beeinflussung durch Heimatschutzarchitektur und Spätklassizismus („Biedermeier“).[12]
- Langmaisgasse 5 und 7 stammen von Franz Gessner  aus dem Jahr 1912. Sie weisen Flacherker und Gitterbalkons sowie Dekor in den Formen der Wiener Werkstätte auf.
- Reuenthalgasse 2–4, Johann-Witzmann-Hof (ident Kriemhildplatz 11, Markgraf-Rüdiger-Straße 18, Vogelweidplatz 9, Dankwartgasse 1, ⊙): Die Nordseite des De-facto-Platzes wird von der städtischen Wohnhausanlage eingenommen, die 1926/27 von Rudolf Krausz erbaut wurde. Sie wurde um zwei Straßenhöfe erbaut, die von der Reuentalgasse aus zugänglich sind. Sie ist mit Erkern, Risaliten und einer vielfältigen Dachlandschaft reich gegliedert, so dass sie dieses Haus in einer Art „Konkurrenzverhältnis“ zu den repräsentativ-bürgerlichen Bauten der Umgebung steht.[13][6]

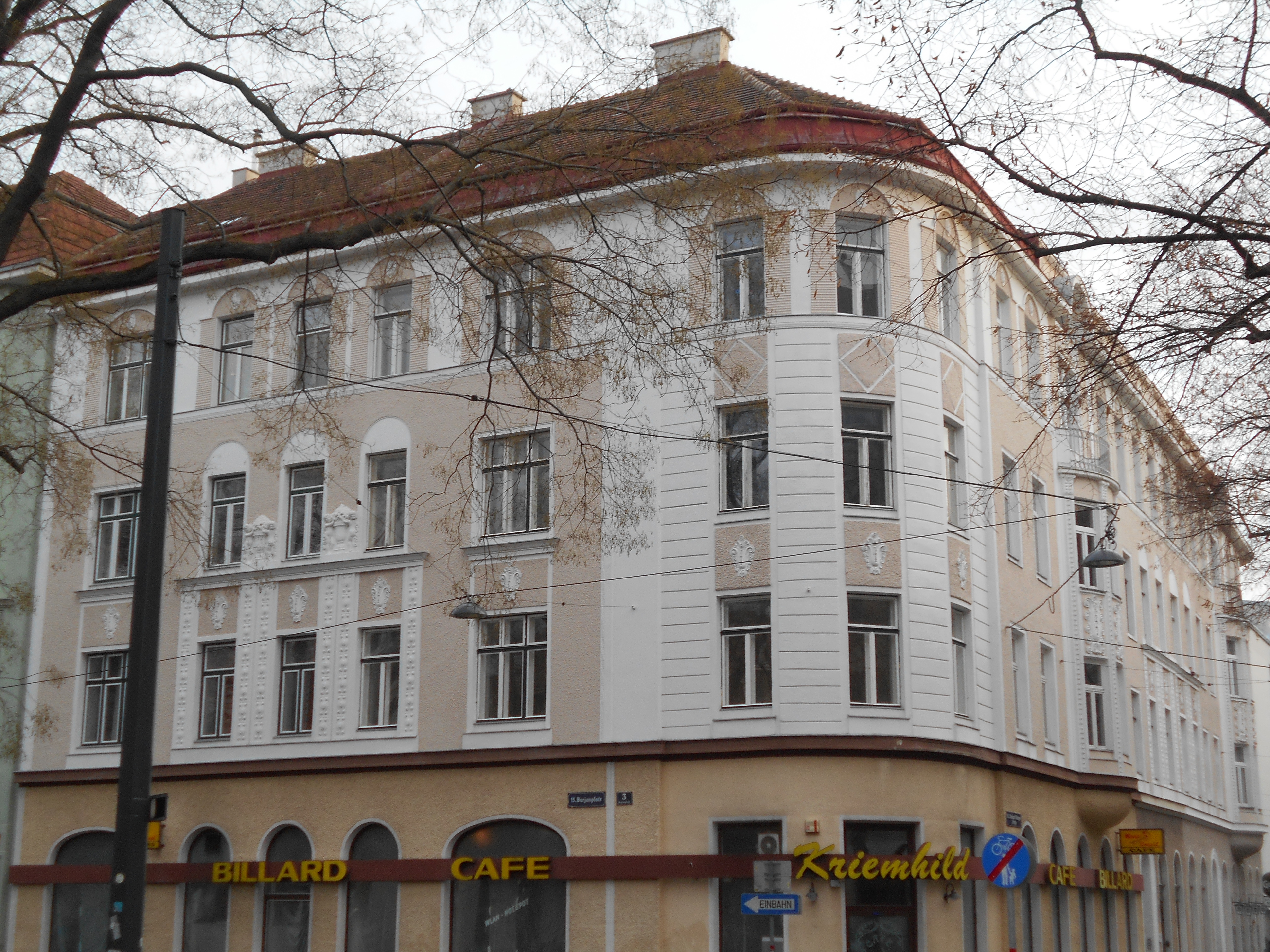
Kriemhildplatz 13 / Markgraf-Rüdiger-Straße 14
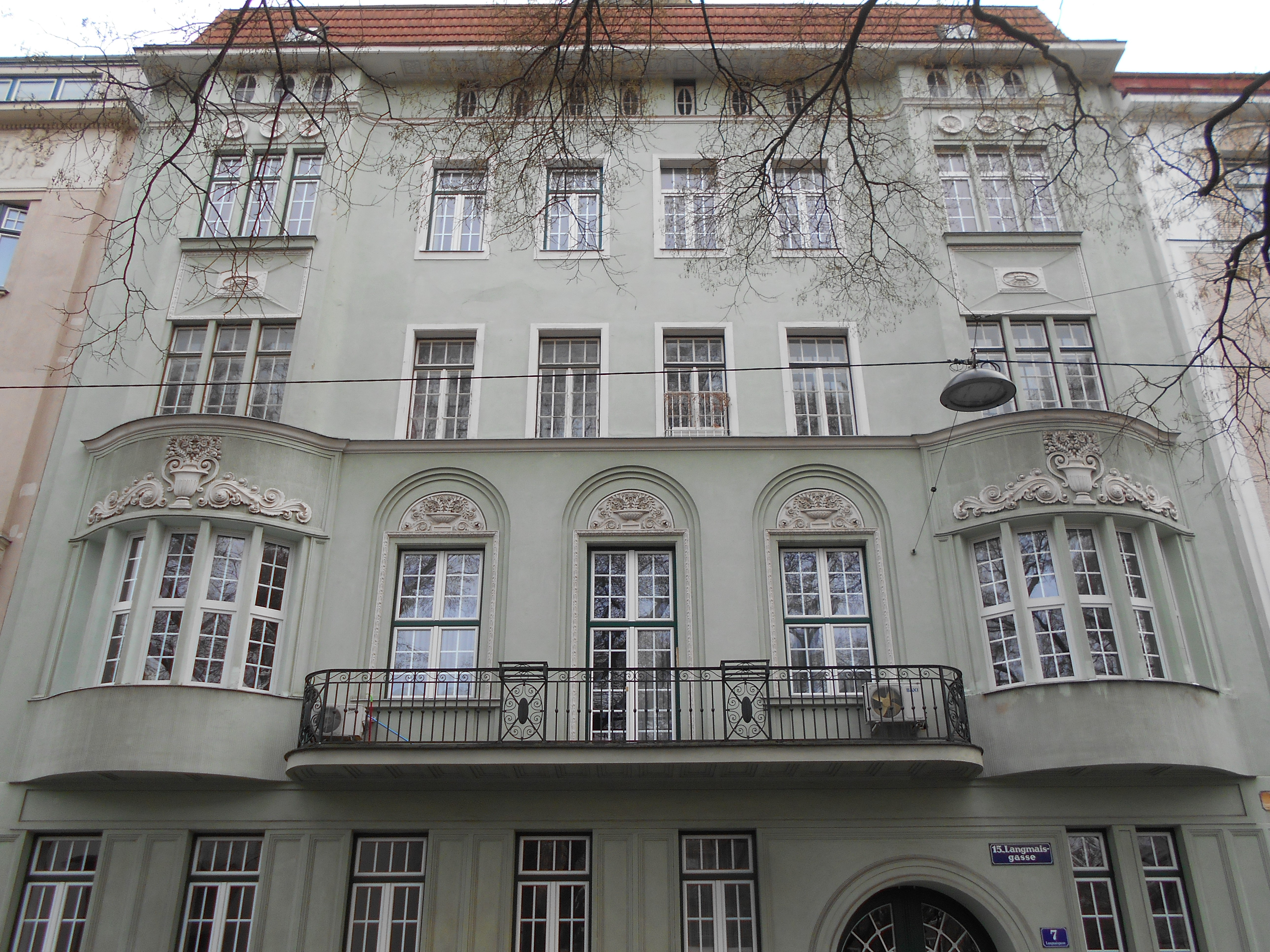
Langmaisgasse 7
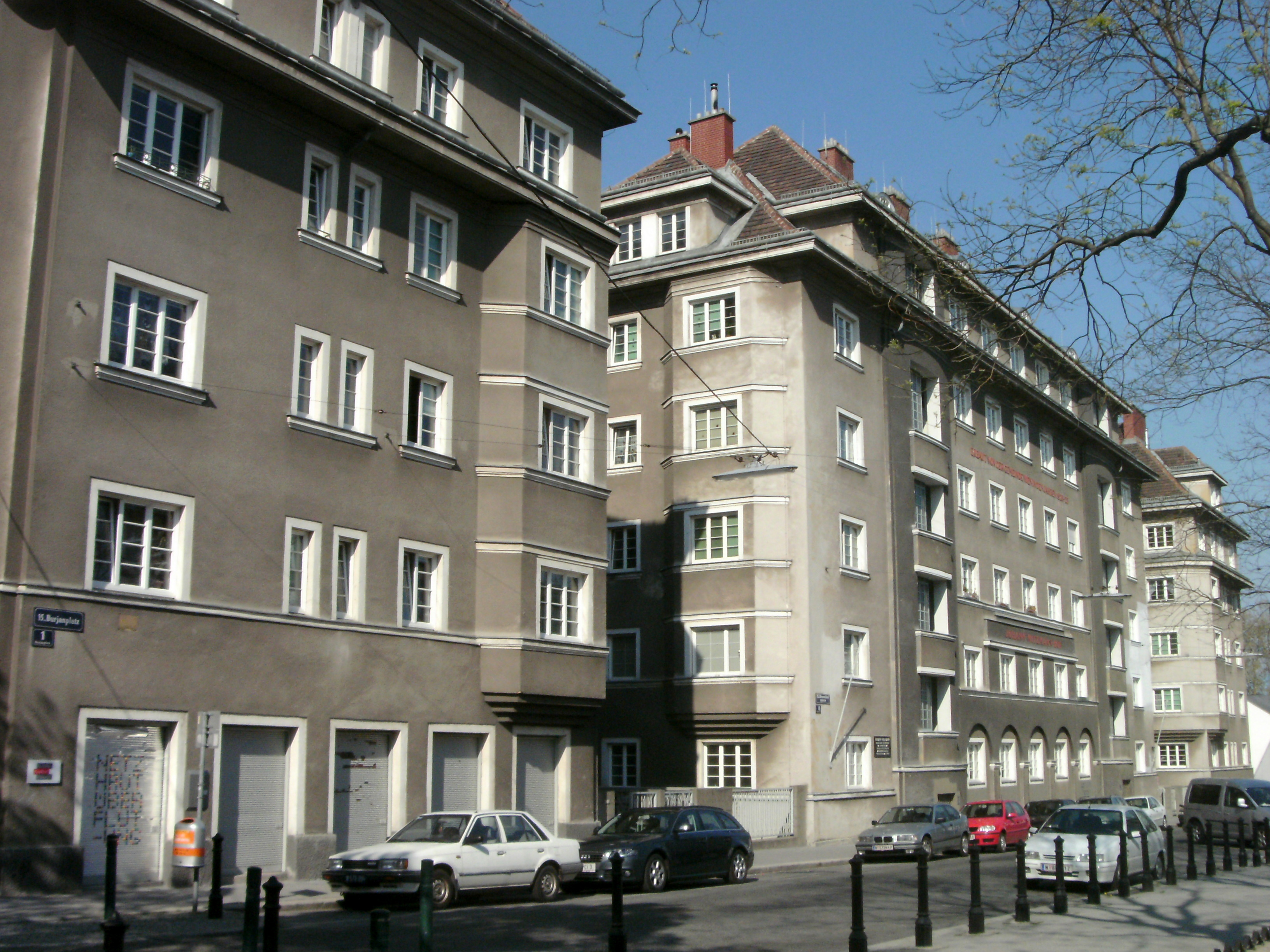
Der Johann-Witzmann-Hof von der Markgraf-Rüdiger-Straße aus

### Oberer Teil der Schweglerstraße und Camillo-Sitte-Gasse
Die nach Camillo Sitte benannte Gasse ist nach einer kurzen Krümmung die Fortsetzung der Schweglerstraße, gemeinsam bilden sie die westliche Nord-Süd-Achse des Viertels. In diesem Straßenzug verkehrt auch die einzige öffentliche Verkehrslinie innerhalb des Viertels, die Straßenbahnlinie 9. Der Übergang findet mit einer leichten Krümmung am seit 2007 so genannten Friedensreich-Hundertwasser-Platz (der mit einer „hundertwasserisierten“ Litfaßsäule ausgestattet ist) statt, der seinerseits eine Verbreiterung im Lauf der Guntherstraße ist. Der Kriemhildplatz liegt einen Häuserblock weiter östlich, so dass diese Krümmung zusätzlich noch als zentraler Ort markiert ist.
In der Schweglerstraße ist das Ensemble an der geraden (östlichen) Seite noch fast original erhalten.
- Die gerade nicht mehr zum Nibelungenviertel gehörenden Häuser Hütteldorfer Straße 51 und 53 (ident Schweglerstraße 32), die auch bereits jenseits der Katastralgrenze in Rudolfsheim liegen, gehören gleichwohl zeitlich und stilistisch in diesen Zusammenhang. Sie wurden von Othmar Kraus entworfen und 1915 fertiggestellt. Die Häuser werden mit einer verdoppelten Fassade zusammengefasst, was ihnen ein besonderes monumentales Gepräge gibt.[14] Sie haben bemerkenswert verflieste Foyers,[15] auch die Wohnungsgröße ist für ein großbürgerliches Publikum konzipiert.
- Schweglerstraße Nr. 38 (⊙): Das Haus stammt von Jakob Wohlschläger aus dem Jahr 1914, hat die Identadresse Costagasse 5 und war als Durchhaus konzipiert, originale Ladeneinbauten sind noch erhalten.[9]
- Auf Schweglerstraße Nr. 39 befindet sich die Zwinglikirche, siehe im entsprechenden Abschnitt.
- Schweglerstraße Nr. 41 (ident Loeschenkohlgasse 20) wurde 1914 von Rudolf Otto Gerger gebaut.
- Schweglerstraße Nr. 42 (⊙): Das Eckhaus zur Loeschenkohlgasse (dort Nr. 18) stammt aus dem Jahr 1913. Die Putzfeldaufschrift nennt August Scheffel als Erbauer, Achleitner nennt aber Richard Esriel als Planverfasser.[12][16]
- In den symmetrisch angelegten Häusern Schweglerstraße Nr. 44 und 46 sind sowohl die Haus- als auch die Geschäftseingänge als halbrunde, geschützte Nischen gestaltet, was Achleitner eine „liebenswürdige kommunikative Erfindung“ nennt.[17]
- Schweglerstraße Nr. 47–49 fällt durch die kräftig gerahmten Fenster auf, die mit einem äußerst sparsamen Dekor kontrastieren. Dies könnte aber auch die Folge einer späteren Vereinfachung sein.[17]
- Schweglerstraße Nr. 56 (ident Witzelsbergergasse 20) stammt von Hans Glaser und Karl Scheffel aus dem Jahr 1914. Es wird von Achleitner als Beispiel für die „Kolossal-Kompositionen“ der neoklassizistischen Fassadengestaltung genannt, die sich aus gerahmten Fenstern, Putzfeldern und (oft kannelierten Pilastern) in immer neuen Kombinationen ergeben können.[18]
- Schweglerstraße Nr. 58 (⊙): Das Haus aus dem Jahr 1914 von Richard Esriel nimmt in seiner Rundung auf das schräg gegenüberliegende Haus Camillo-Sitte-Gasse 1 Bezug.
- Camillo-Sitte-Gasse Nr. 1 (⊙): Das markante Haus an der baulich exponierten Krümmung (ident Gunthergasse 8) mit der abgerundeten Ecke wurde 1914 von August Ribak erbaut. Es weist einen Risalit mit Schweifgiebel und oberhalb der Eckrundung ein kleines Türmchen auf.
- Camillo-Sitte-Gasse Nr. 9 (⊙): Das Eckhaus zur Walkürengasse stammt aus dem Jahr 1914 von Anton Korneisl.
- Camillo-Sitte-Gasse Nr. 15 (⊙): Dieses Gebäude stammt aus dem Jahr 1914 (wie auch am Haus angeschrieben ist) von Rudolf Drazka.
- Camillo-Sitte-Gasse 12-18 wird vom Forstner-Hof eingenommen, siehe nächster Abschnitt.

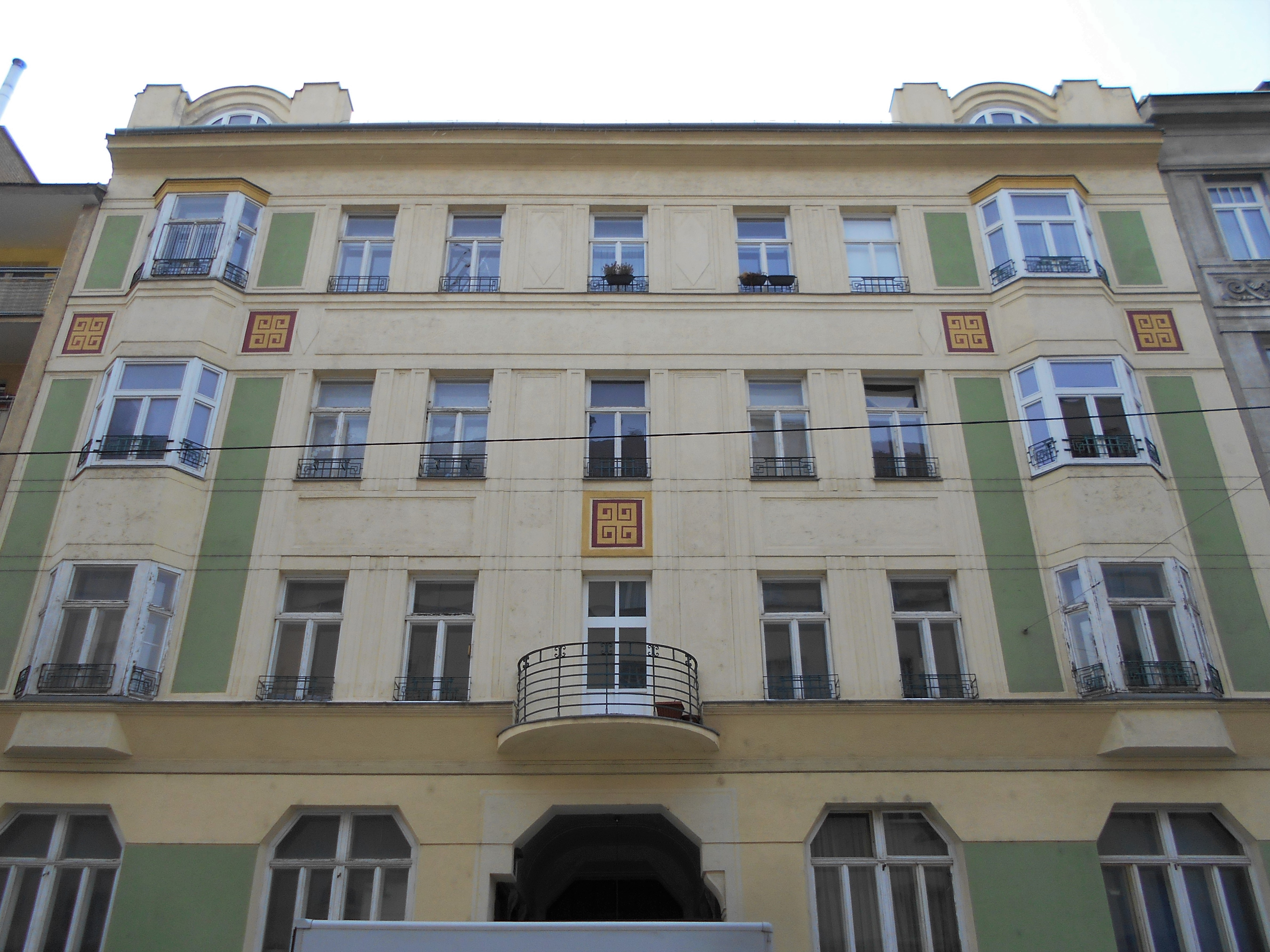
Die originaler erhaltene Rückseite von Schweglerstraße 38: Costagasse 5
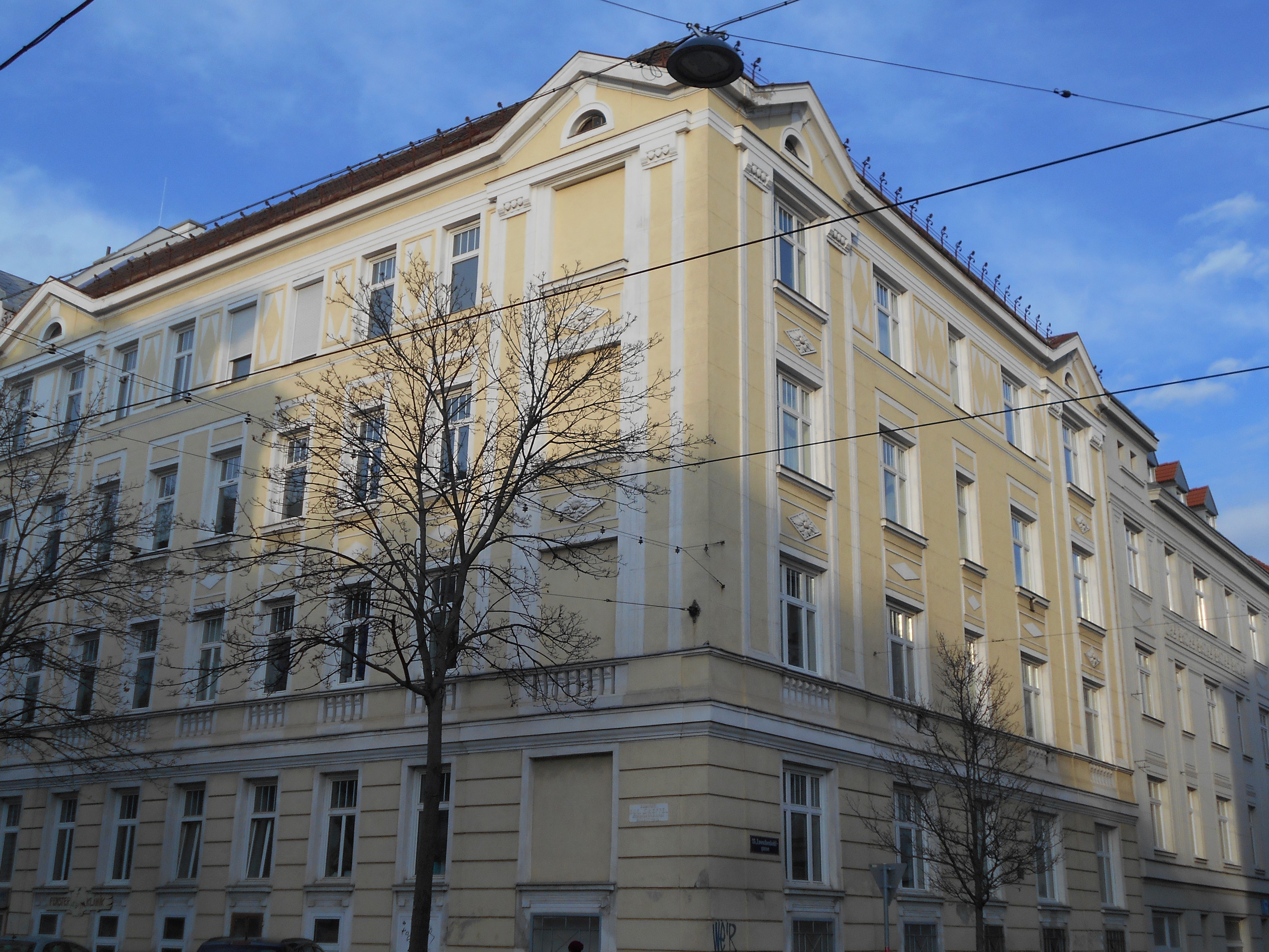
Schweglerstraße 42
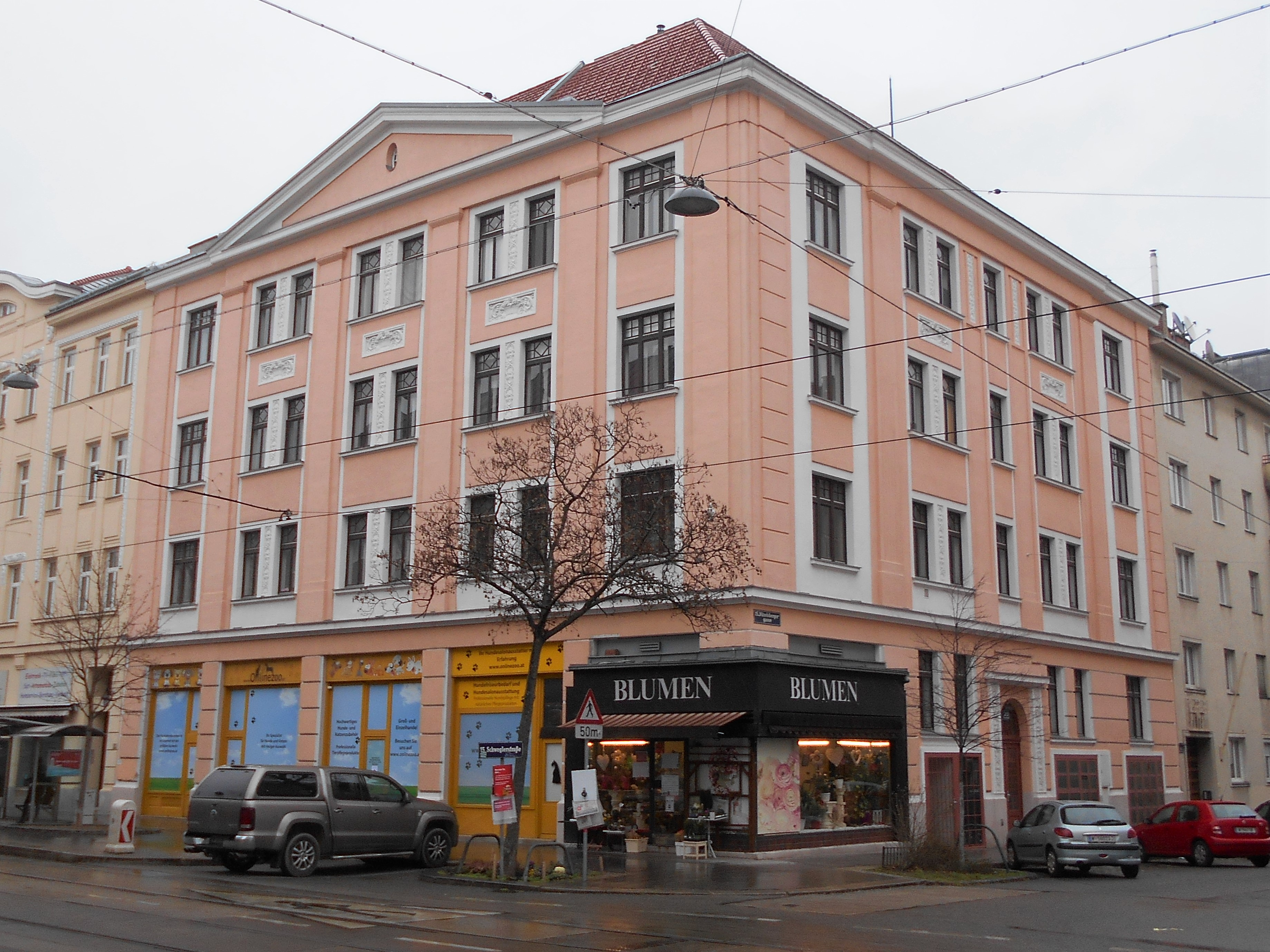
Schweglerstraße 56
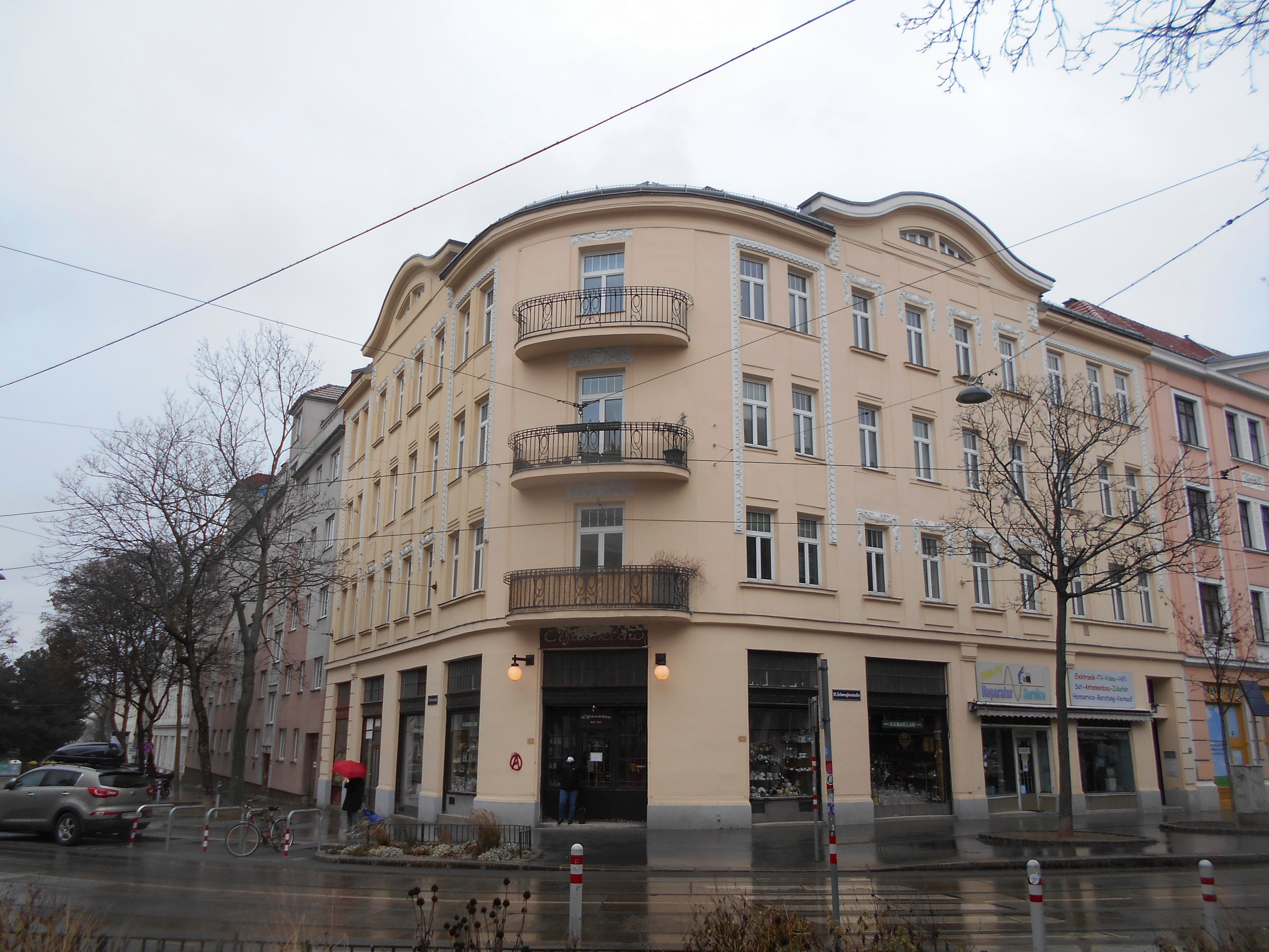
Schweglerstraße 58
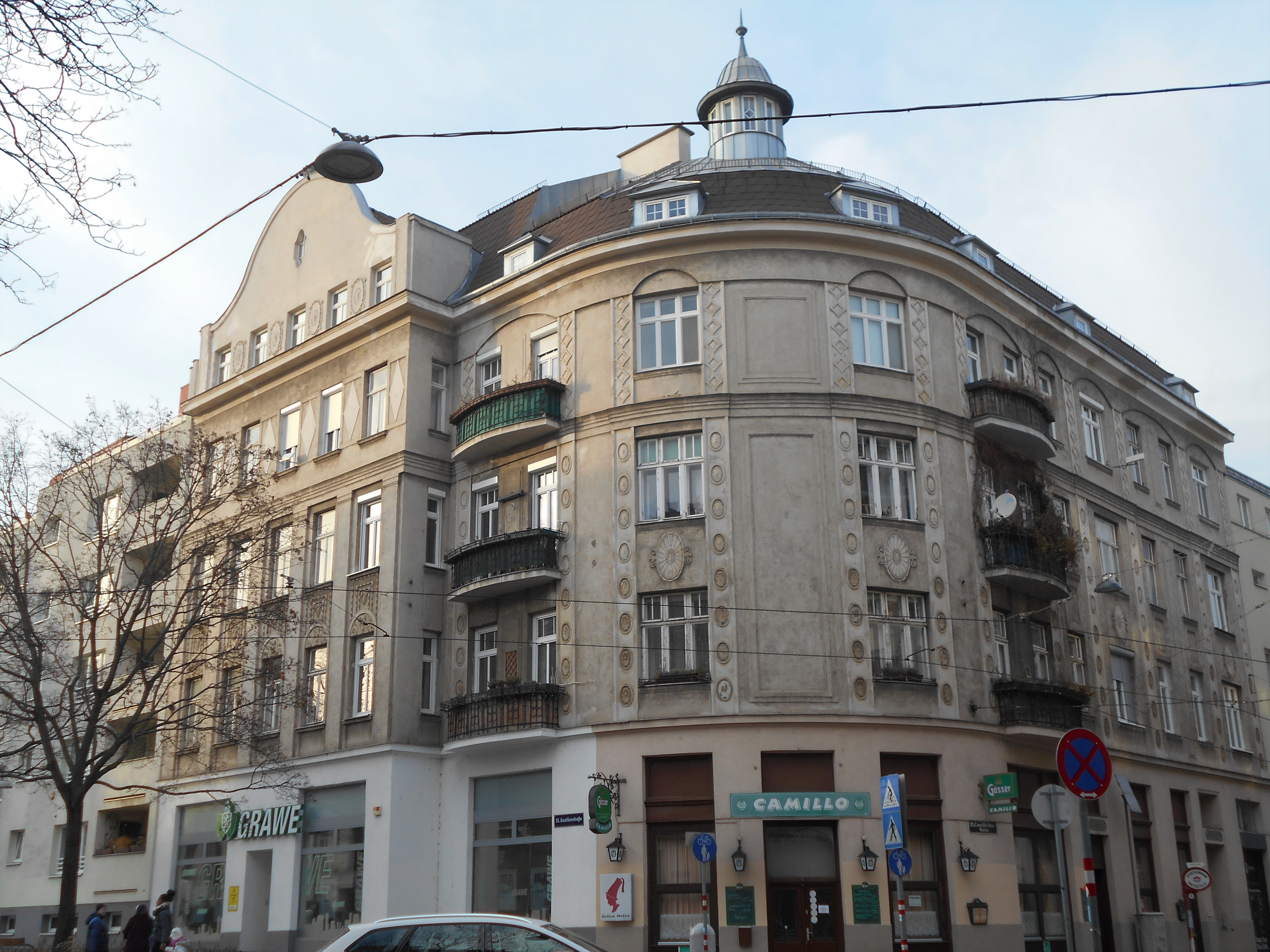
Camillo-Sitte-Gasse 1
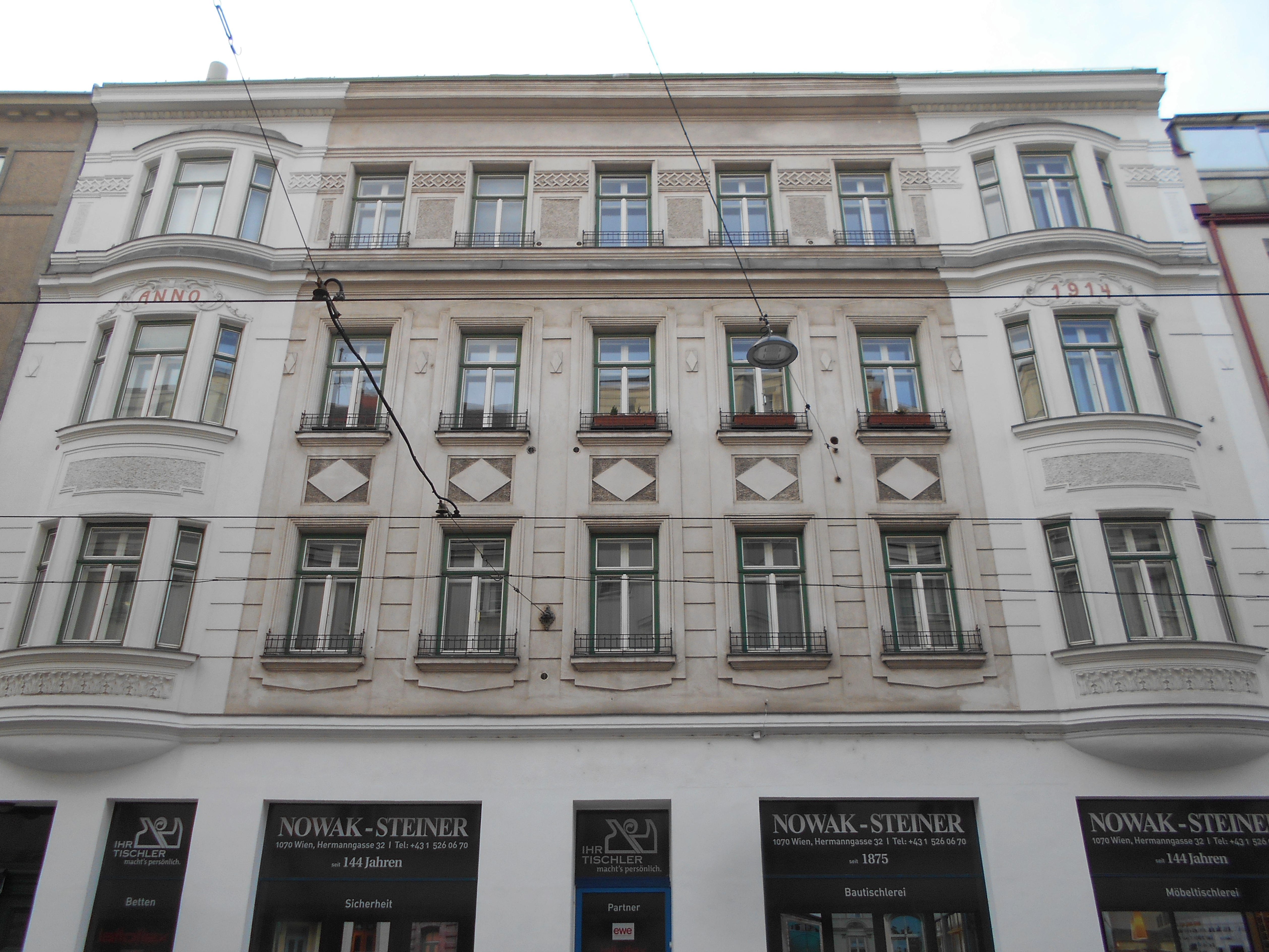
Camillo-Sitte-Gasse 15

### Vogelweidplatz
Der Vogelweidplatz ist die östliche Begrenzung des Viertels. Seit dem Bau der Wiener Stadthalle ist er (außer an der Gablenzgasse, wo der Vogelweidpark anschließt) nicht mehr als Platz erkennbar und hat damit das umgekehrte Schicksal des mit Straßennamen benannten Platzes um die Christkönigskirche. Indem das Gebiet bis zum Gürtel (mit der Stadtbahnstation Burggasse gegenüber) zur Bauzeit vorläufig Freifläche blieb und auch tiefer gelegen ist, sind die Gebäude hier auf Fernwirkung ausgelegt, was man an ihrer Massivität, der Betonung von Sockel- und Attikageschoßen und der Verwendung von Balkonen und Loggien erkennen kann.
Die Gebäude stammen von Anton Schwertmann mit Leopold Mayer (Nr. 1, ident Hütteldorfer Straße 4, 1912), Leopold Mayer alleine (Nr. 2 & 3, 1914), Rudolf Otto Gerger (Nr. 4, ident Alberichgasse 1, 1912), Othmar Kraus (Nr. 5 & 6, 1914) und Josef Schwarz (Nr. 12, 1914 & Nr. 13 (ident Gablenzgasse 15), 1912).
- Nr. 10–11 (ident Volkergasse 1, Dankwartgasse 2, ⊙) stammt von Oskar Czepa und Arnold Wiesbauer aus dem Jahr 1913. Das Haus zeigt eine strengere Fassade als die anderen Häuser im Straßenverband, sie ist durch konkave Parapetfelder rhythmisiert. An der Ecke zur Volkergasse befindet sich die Figur eines musizierenden Knaben auf einer Konsole, oberhalb der zwei Balkone und in der Mittelachse sind Relieffelder mit Nixenfiguren zu sehen.[19]

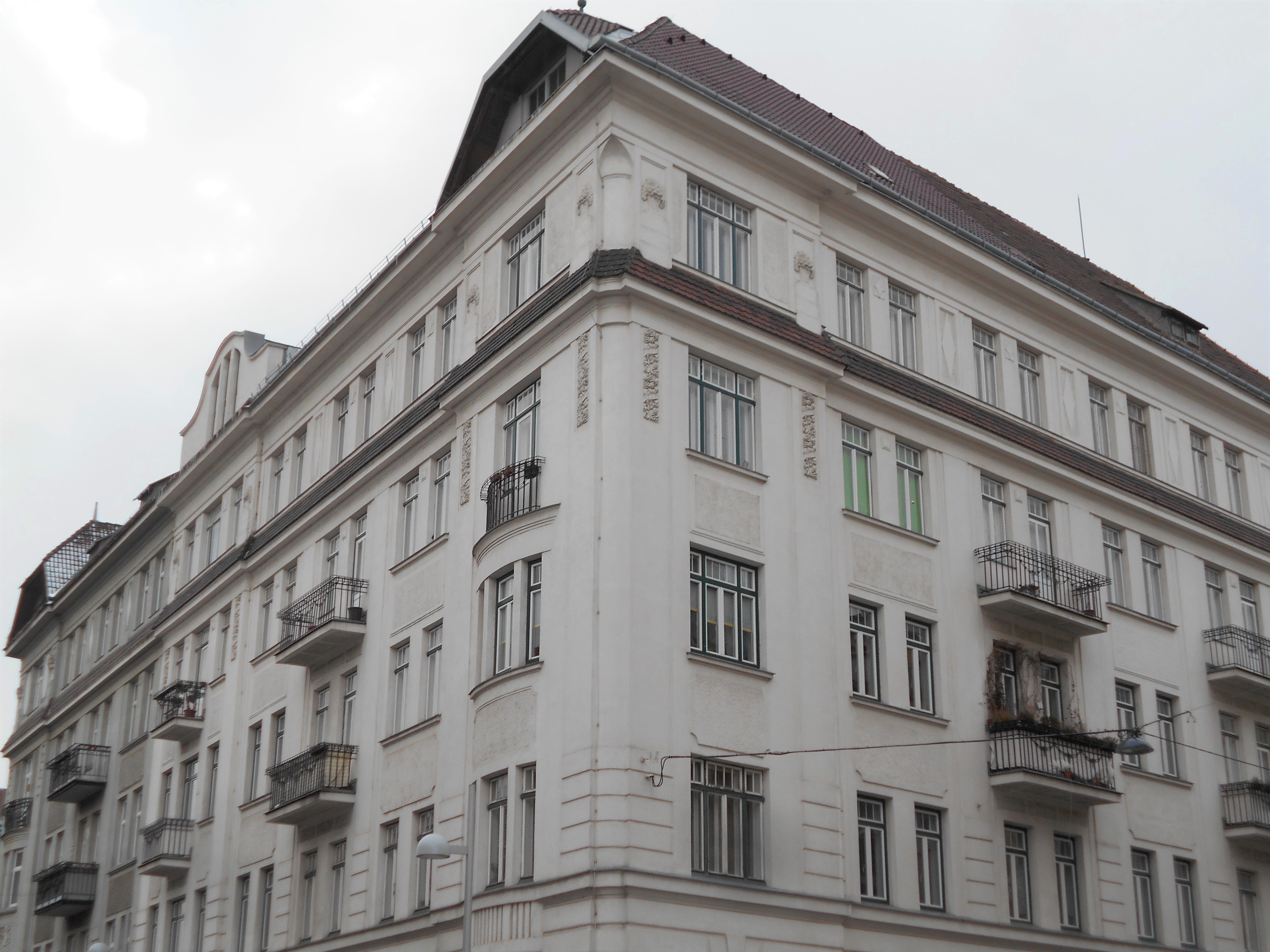
Nr. 2
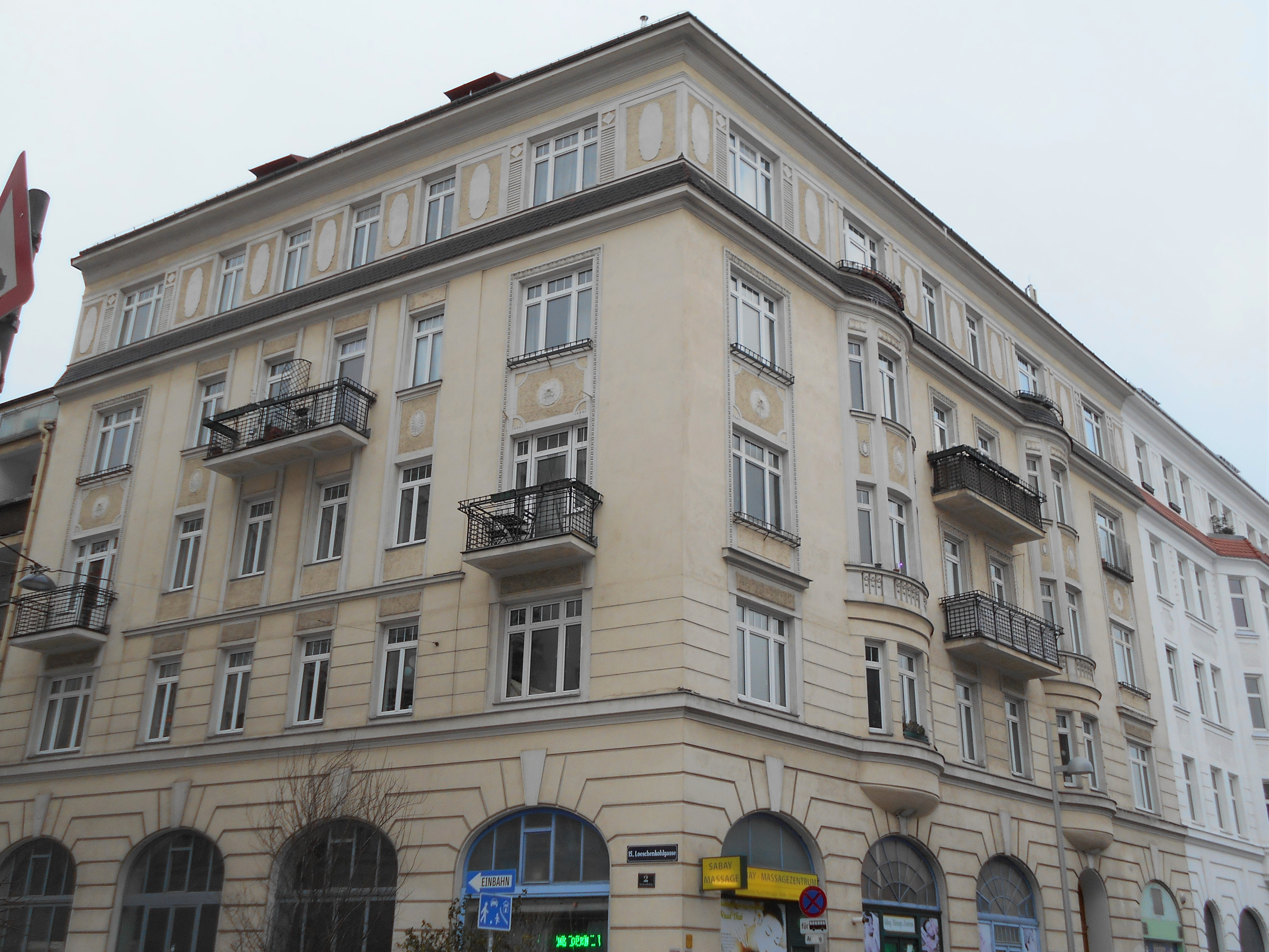
Nr. 3
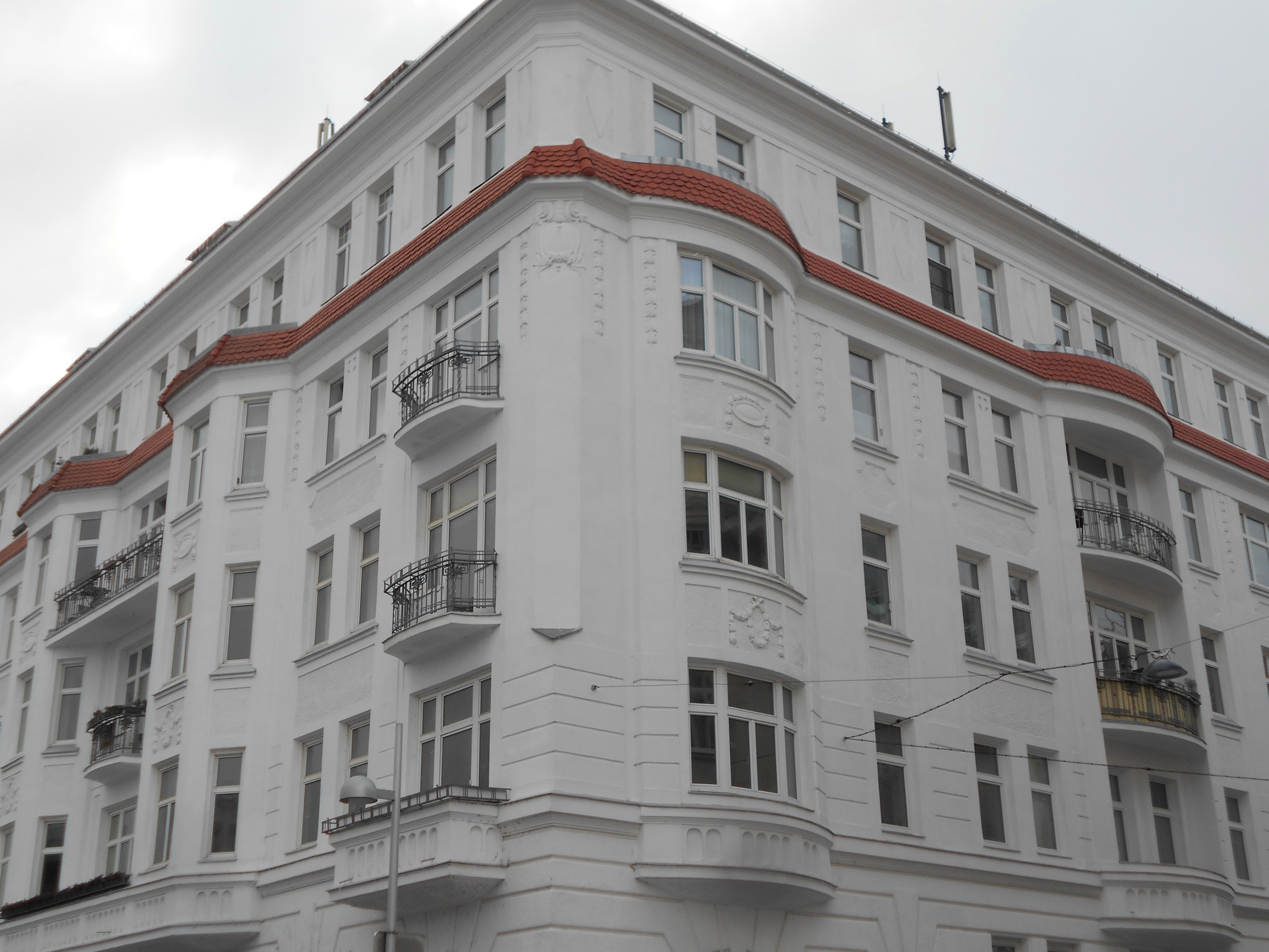
Nr. 4
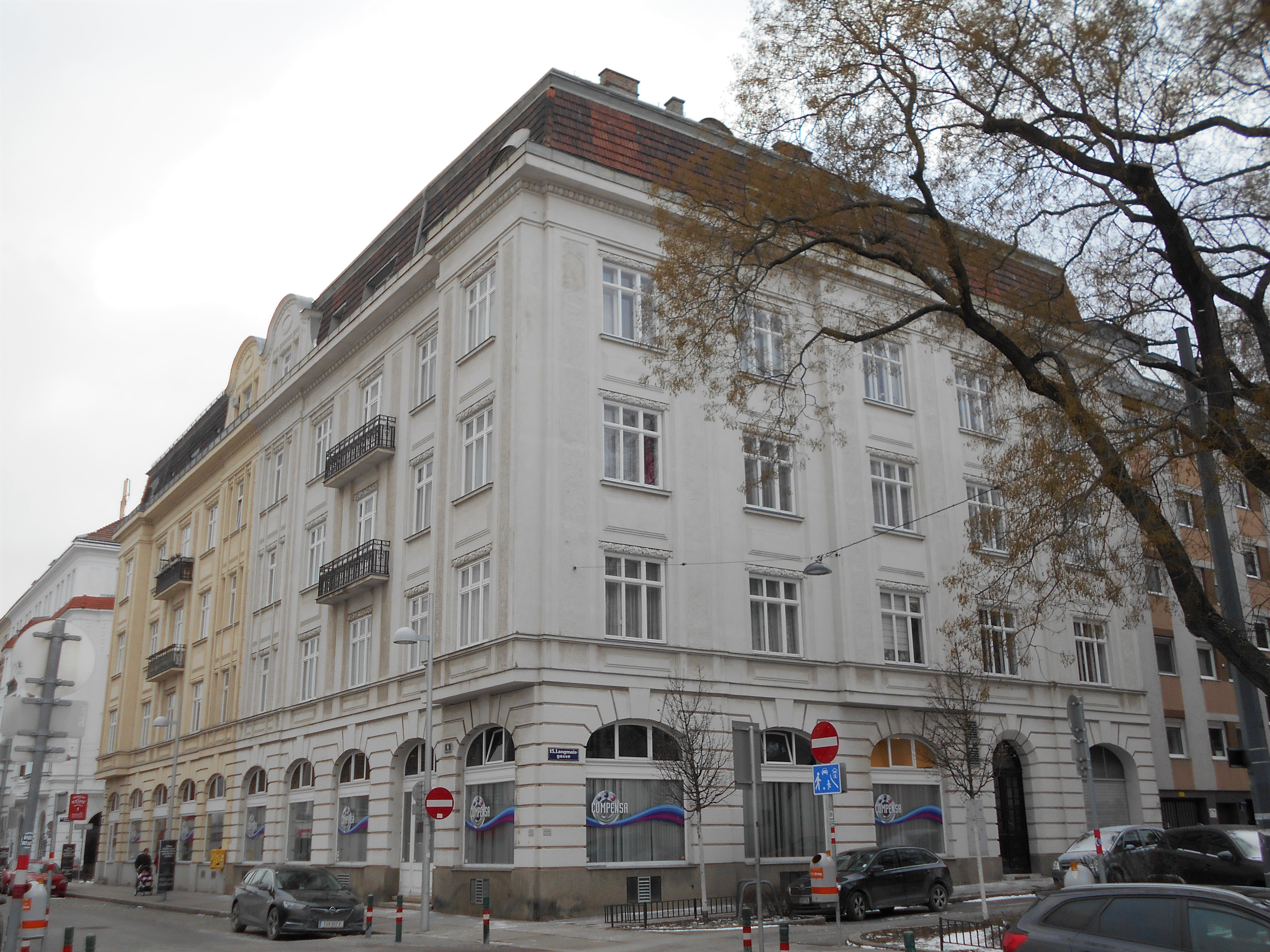
Doppelhaus 5 & 6, Ecke Langmaisgasse
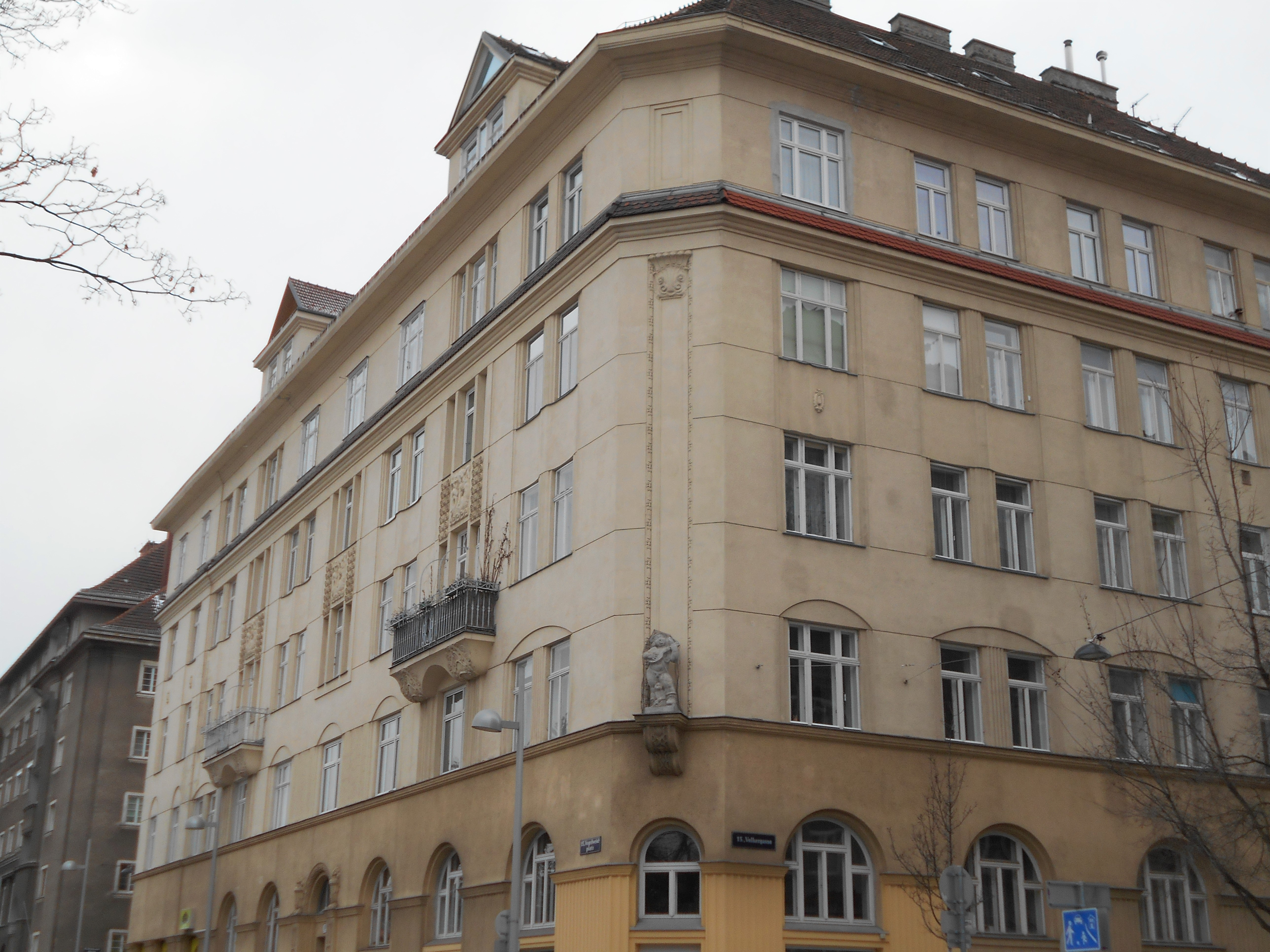
Nr. 10–11
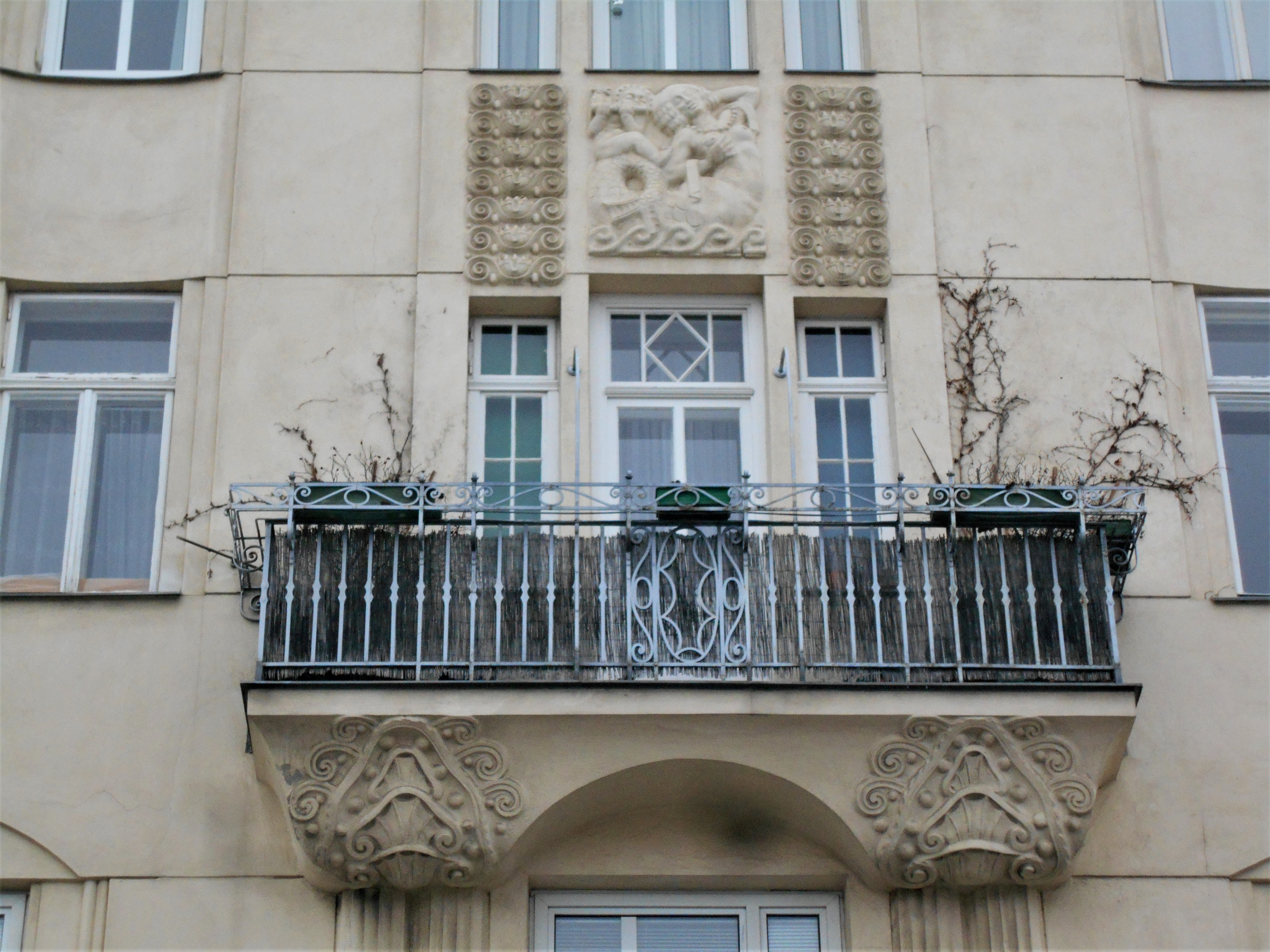
Balkon mit Relief auf Nr. 10–11

### Alliogasse
Die Alliogasse ist die mittlere Nord-Süd-Achse. Sie ist weniger durch spätsecessionistisch-neoklassizistische Bebauung geprägt als die anderen Straßenzüge, diese ist vor allem in der Nähe des Kriemhildplatzes zu finden (die langgezogene Fassade von 16–18 gehört zu Kriemhildplatz 6). Allerdings befinden sich hier zwei wichtige Gebäude aus der zweiten Bebauungsphase (kommunale Wohnbauten der 1920er). Symptomatischerweise weicht auch der Name vom „Nibelungen“-Schema ab: sie ist nach dem Barockbaumeister Donato Felice d’Allio benannt. Sie reicht auch nicht bis zur Hütteldorfer Straße, sondern beginnt einen Häuserblock davor an der Loeschenkohlgasse. Zum Ensemble der ersten Bauphase gehören Nr. 15 und Nr. 22, letzteres wurde stark verändert, es sind an der Fassade aber noch Riesenpilaster und ein Band mit Mäandermuster zu erkennen.
- Nr. 24–26 (ident Giselhergasse 6–12, Hagengasse 7–11, ⊙) und Nr. 27–33 (Forstner-Hof, ident Camillo-Sitte-Gasse 12-18, Hagengasse 13-17, Walkürengasse 2-6, ⊙) sind zwei gegenüberliegende kommunale Wohnhausanlagen, die auch optisch aufeinander Bezug nehmen. Beide wurden von Gottlieb Michal erbaut, der Forstner-Hof 1924, der gegenüberliegende Bau 1926/27. Zur Alliogasse hin sind beide Anlagen durch eine niedrige Mauer abgeschlossen, die im Erdgeschoßbereich an die Wohnblöcke angeschlossen sind und in die zentralen Innenhöfe führen. Die Wohnblöcke selber sind durch Polygonalerker gegliedert, die mit Tierkreissymbolen (Forstnerhof) oder Rautenornamentfelder dekoriert sind. Im Innenhof des Forstnerhofes ist ein Brunnen von Anton Endstorfer, es gleichen Stiegen den Geländeanstieg aus, und zur Camillo-Sitte-Gasse erfolgt der Abschluss durch einen mächtigen Block. Beide Anlagen zählen zu den großen „romantischen“ Bauten der frühen 1920er-Jahre.[21]
- Der Gemeindebau auf Nr. 35 (ident Gablenzgasse 35–37, Camillo-Sitte-Gasse 20, Hagengasse 14, ⊙) ist der blockhafte Abschluss des Viertels im Norden und stammt aus den Jahren 1931/32 von Leo Kammel. Markant sind die zurückgesetzten Ecktürme mit umlaufenden Balkonen. 1990 wurde ein Erker an der Gablenzgasse in ein Stiegenhaus umgewandelt und mit einer geriffelten Fassade versehen. Über dem Eingang zur Gablenzgasse befindet sich ein Relief aus glasierten Ziegeln von Florian Josephu-Drouot, das eine Familie darstellt und die Inschrift Arbeit – Frieden trägt.

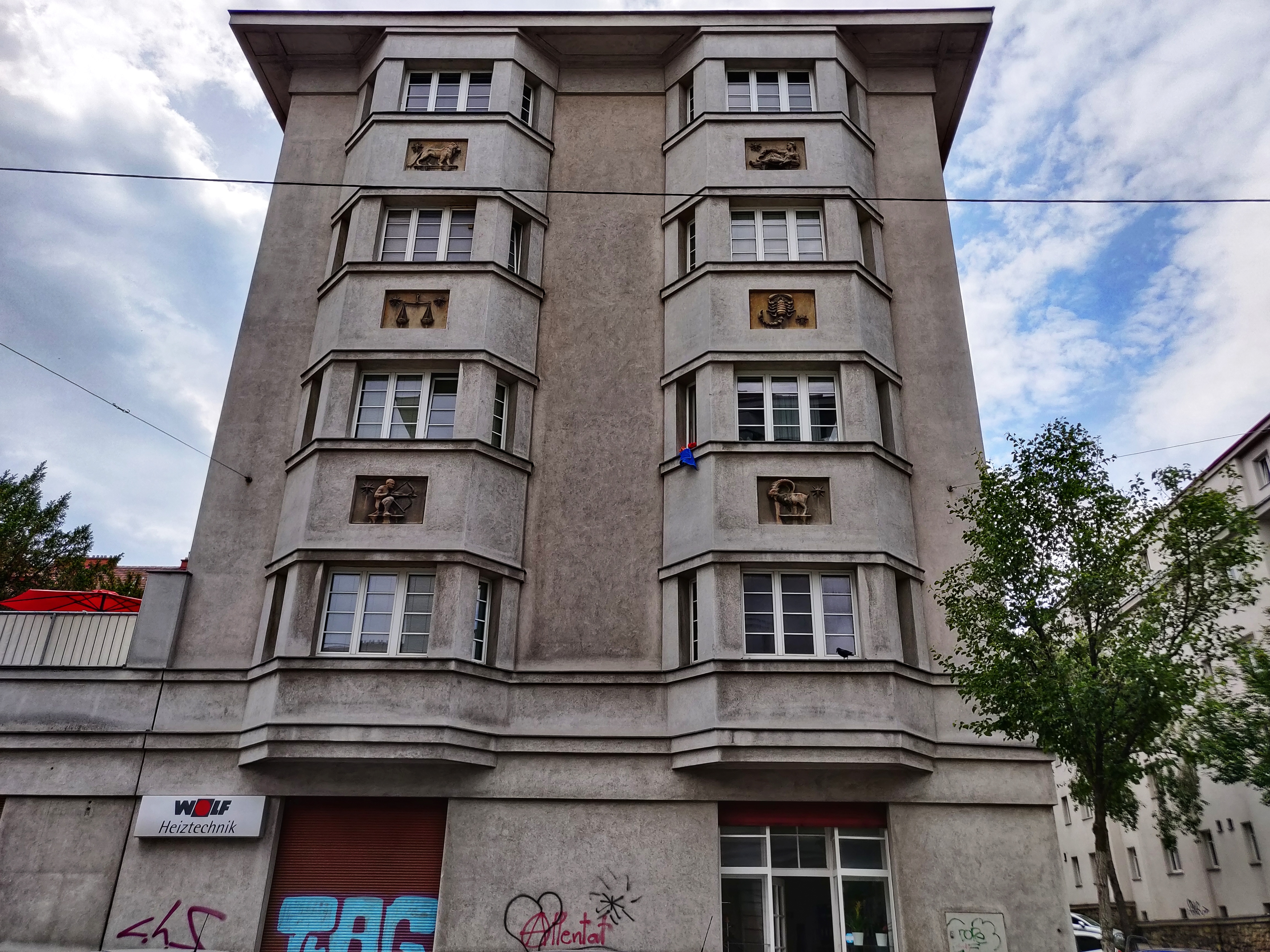
Wohnblock des Forstnerhofes mit Tierkreis-Dekor
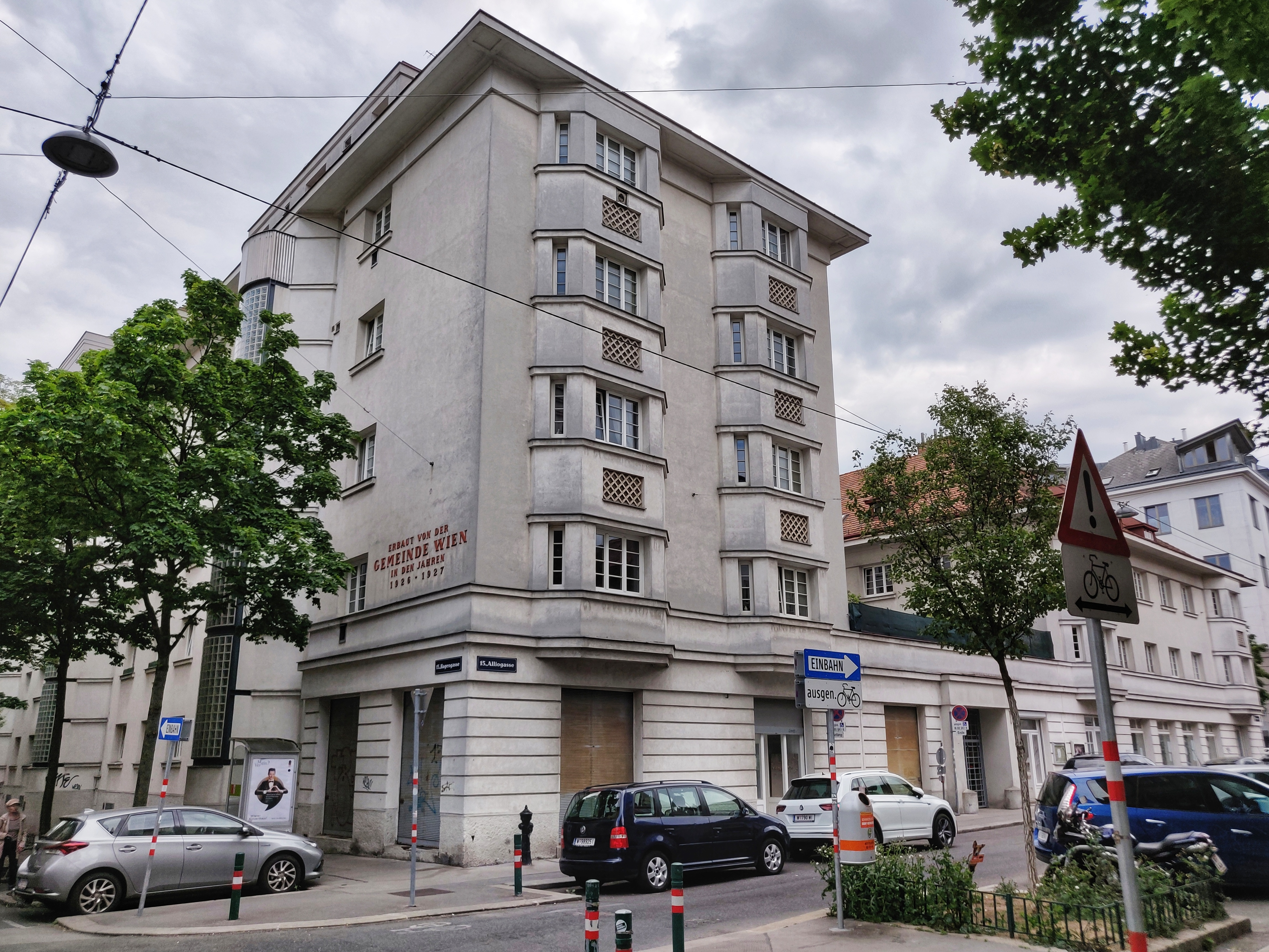
Anlage Alliogasse 24–26, Ecke zur Hagengasse
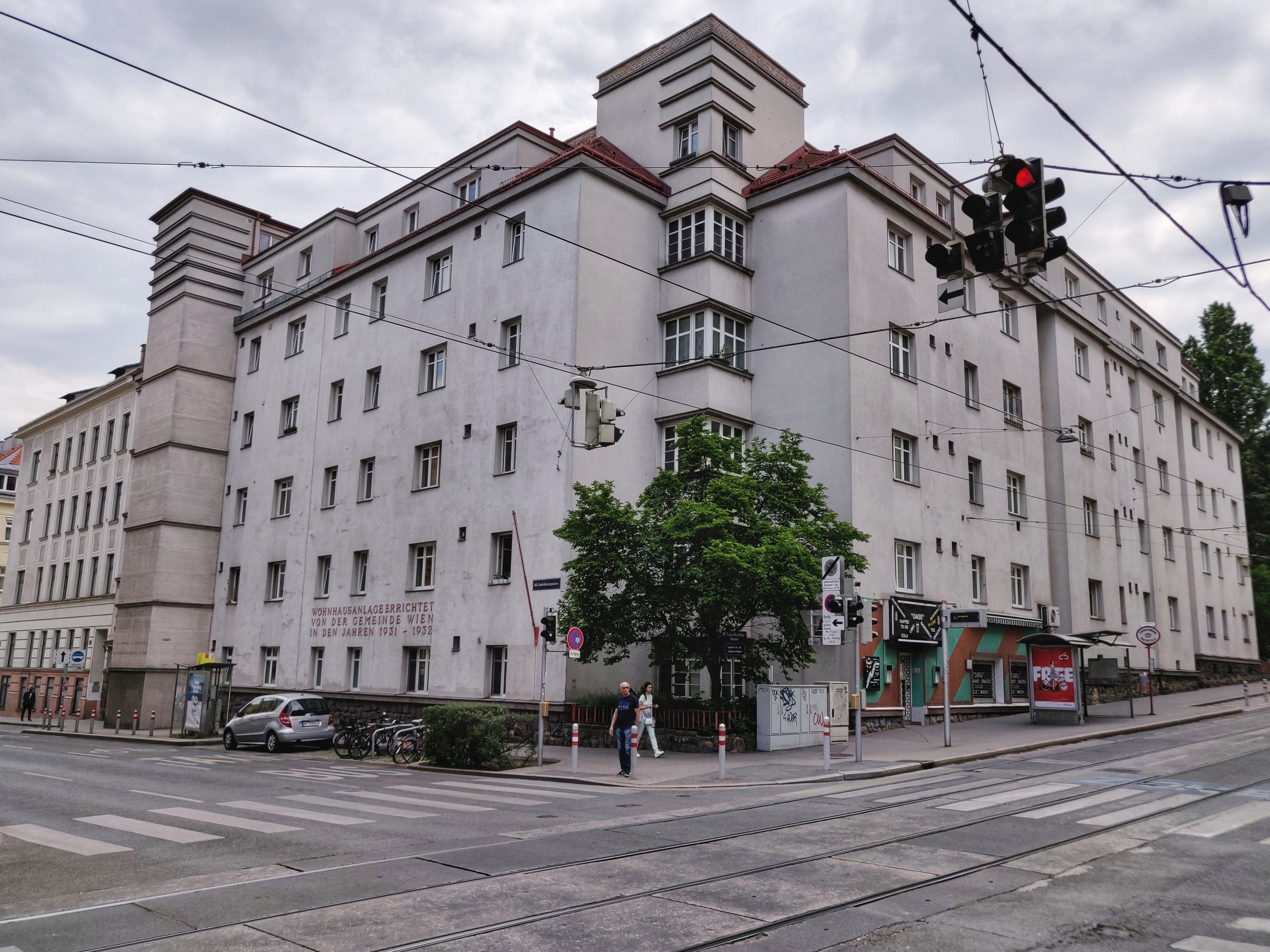
Gemeindebau Alliogasse 35, von der Gablenzgasse aus gesehen

### Markgraf-Rüdiger-Straße
Die in Form einer Avenue (mit einem baumbestandenen Grünstreifen in der Mitte) gestaltete Markgraf-Rüdiger-Straße ist die östliche Nord-Süd-Achse des Viertels. In ihr gibt es ebenfalls zu einem großen Teil Miethausverbauung aus der Zeit um 1914. Die Häuser stammen unter anderem von August Johann Belohlavek (Nr. 1, ident Hütteldorfer Straße 10, 1912), Emanuel Ehrlich (Nr. 3, 1913), Martin Šmid (Nr. 22, ident Volkergasse 5, 1912) sowie Josef Schwarz und Johann Meidl (Nr. 23, ident Giselhergasse 2, 1914/15).
- Nr. 5 (ident Loeschenkohlgasse 7, ⊙) ist von Hans Lustig aus dem Jahr 1914, ein auffälliges Element ist der dreiachsige Erker zur Markgraf-Rüdiger-Straße.
- Nr. 11, 13 und 15 (ident Tellgasse 2, Witzelsbergergasse 1 und 2) stammen von Alfred Josef Konnerth aus 1913/14. Nr. 13 hat ein Relief mit Putti oberhalb des Portals, bei Nr. 15 dienen Putti als Fensterrahmung bei der Mittelachse und am Erker Richtung Witzelsbergergasse.
- Nr. 12 gehört mit Nr. 14 (ident Kriemhildplatz 13, siehe östliche Erweiterung) zusammen.
- Nr. 24 und Nr. 25 (ident Volkergasse 6 bzw. Hagengasse 1) stammen von Ludwig Schmidt  aus dem Jahr 1912. Nr. 24 weist ein Relief Vater mit Kind auf.
- Die Häuser Gablenzgasse 15 (ident Vogelweidplatz 13), 17 und 19 (ident Markgraf-Rüdiger-Straße 26) stammen von Josef Schwarz aus dem Jahr 1912.

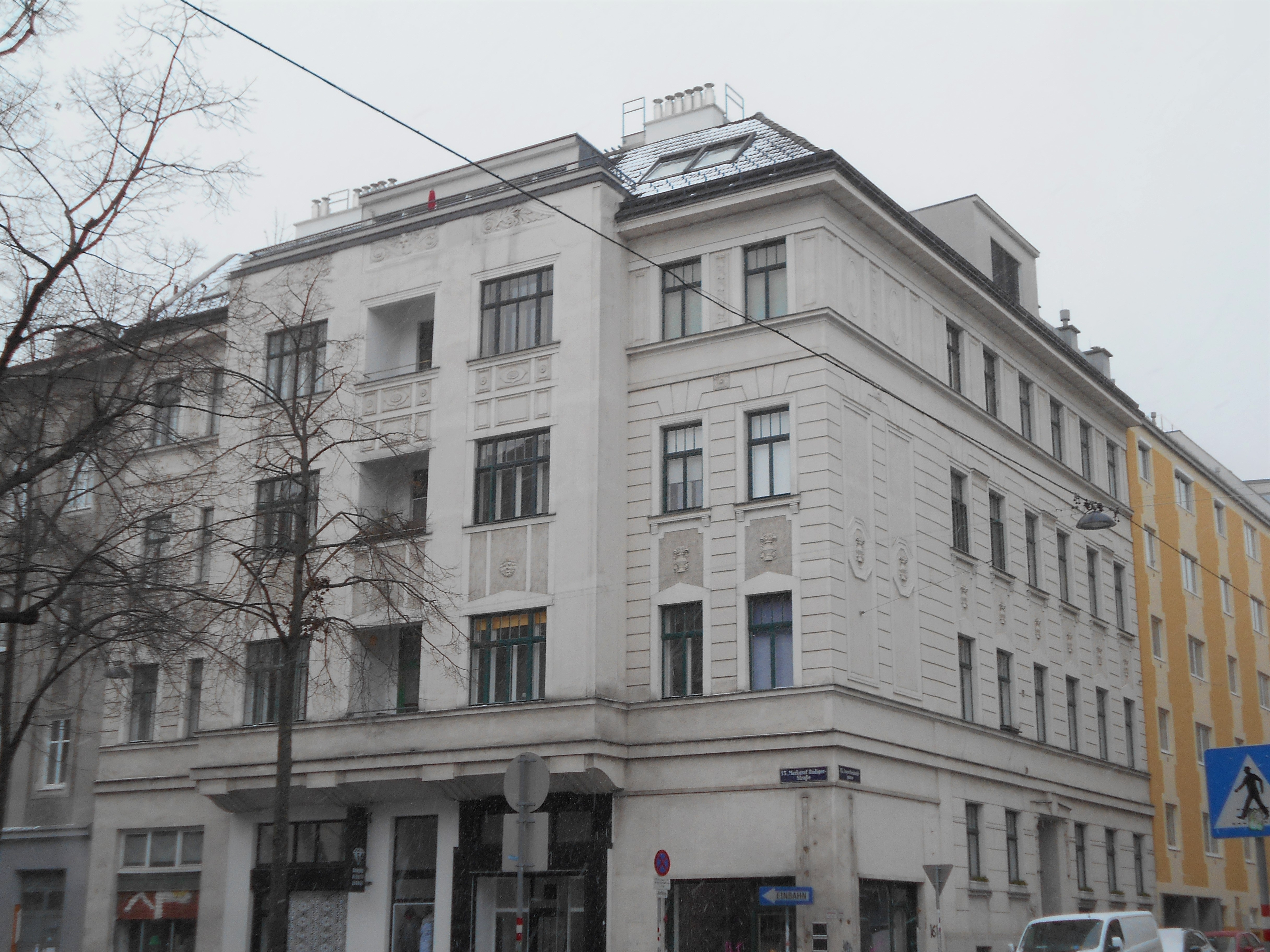
Nr. 5
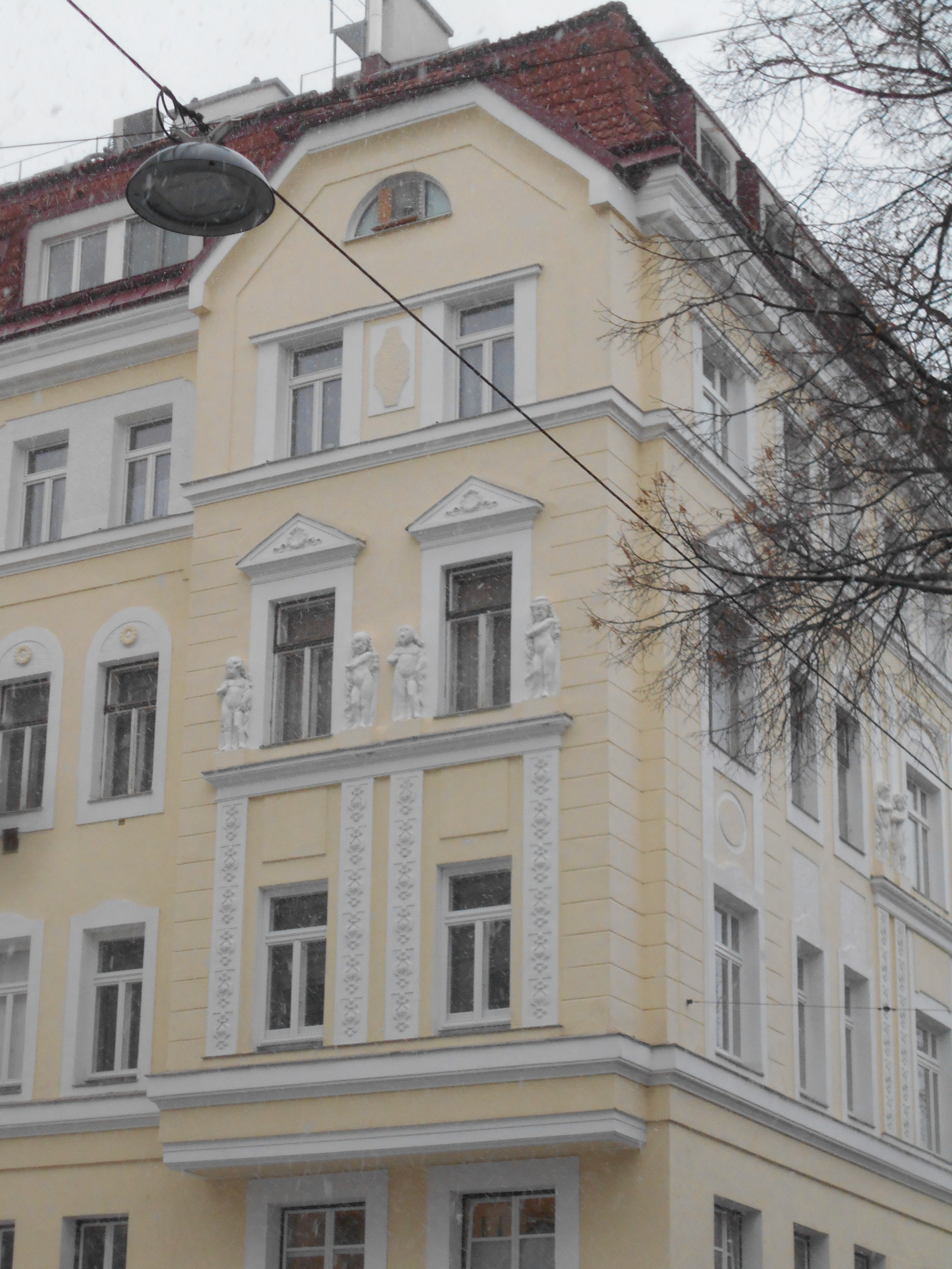
Nr. 15 mit Erker zur Tellgasse
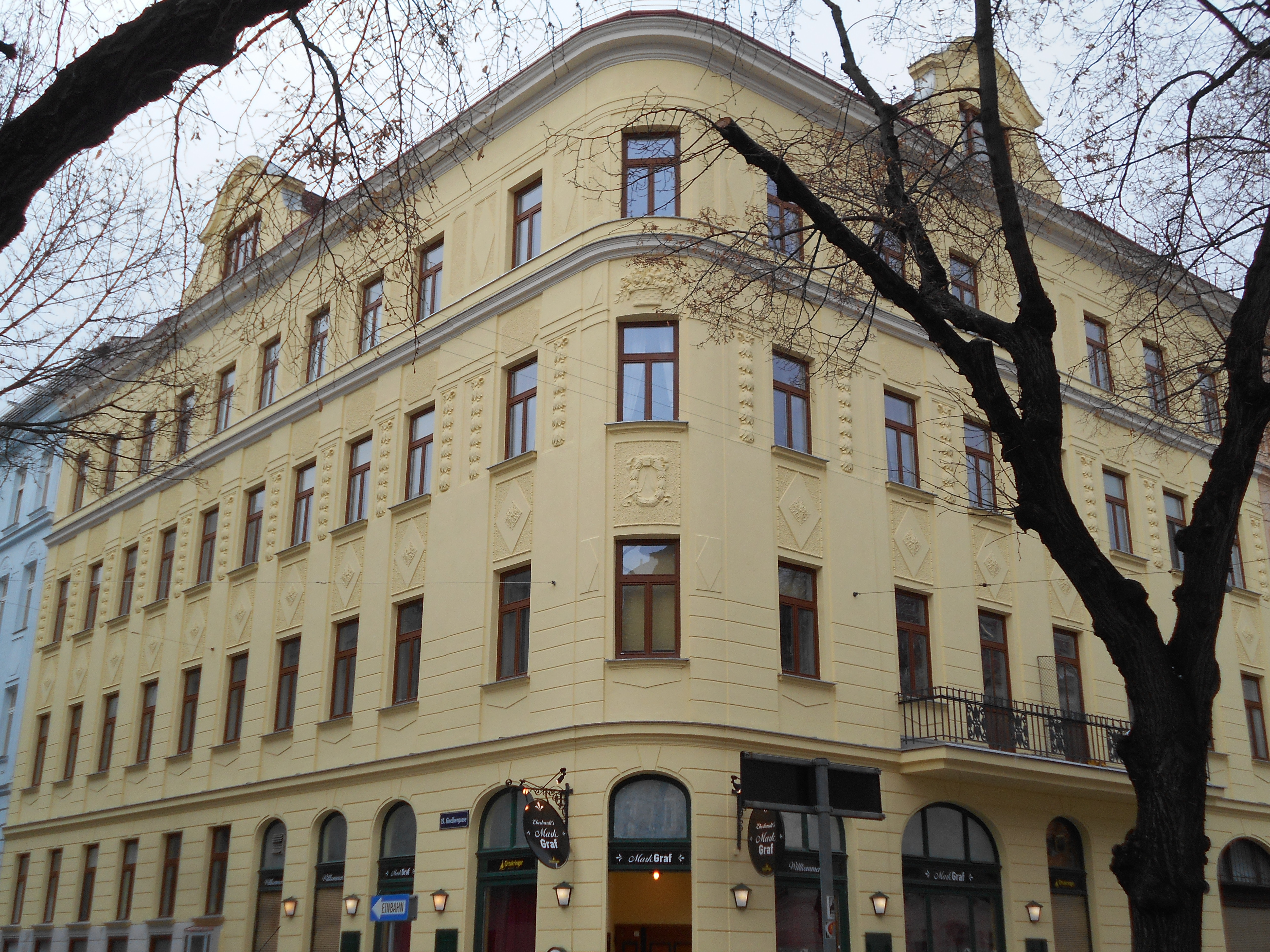
Nr. 23
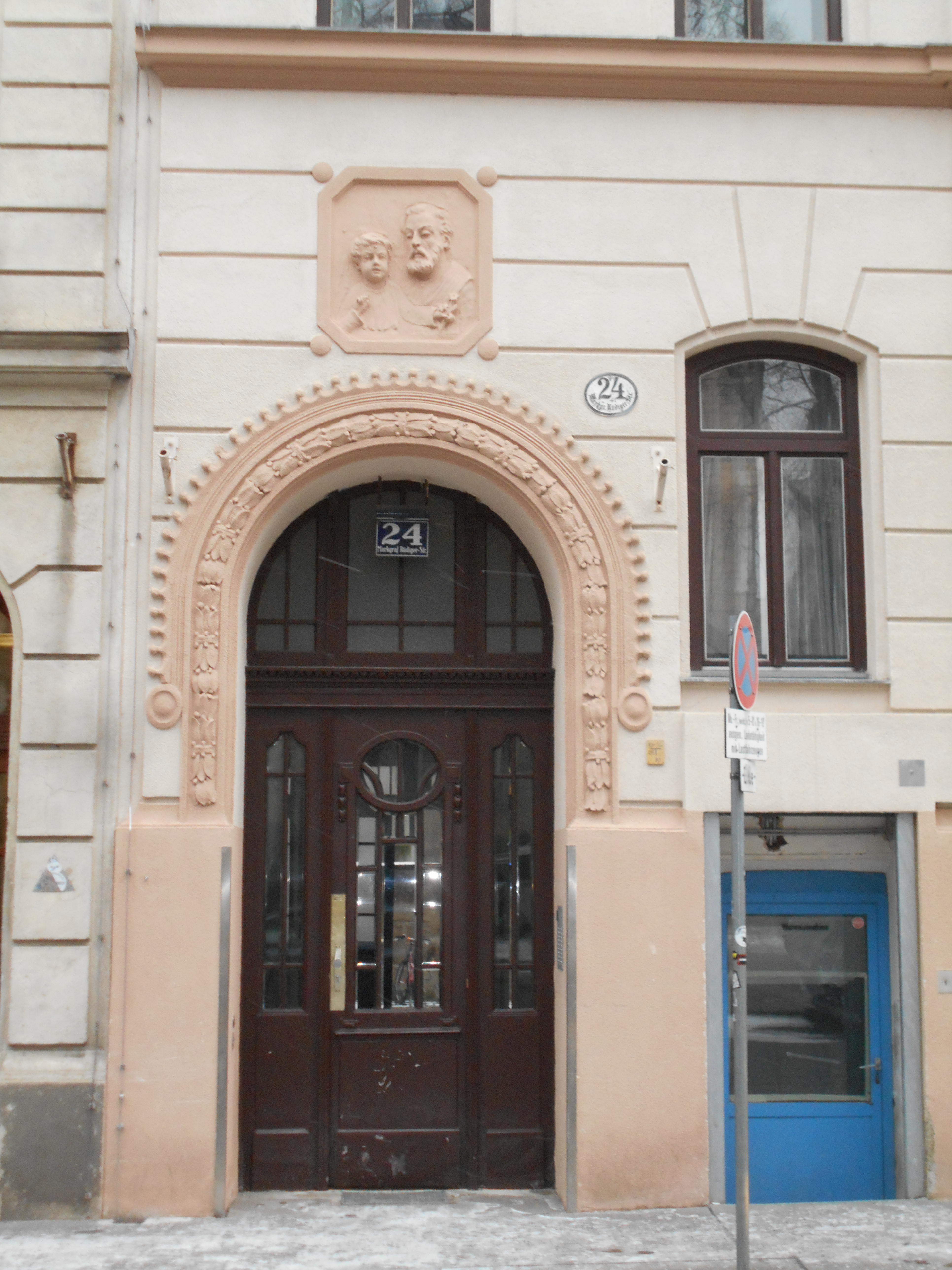
Eingangstor von Nr. 24 mit dem Relief darüber
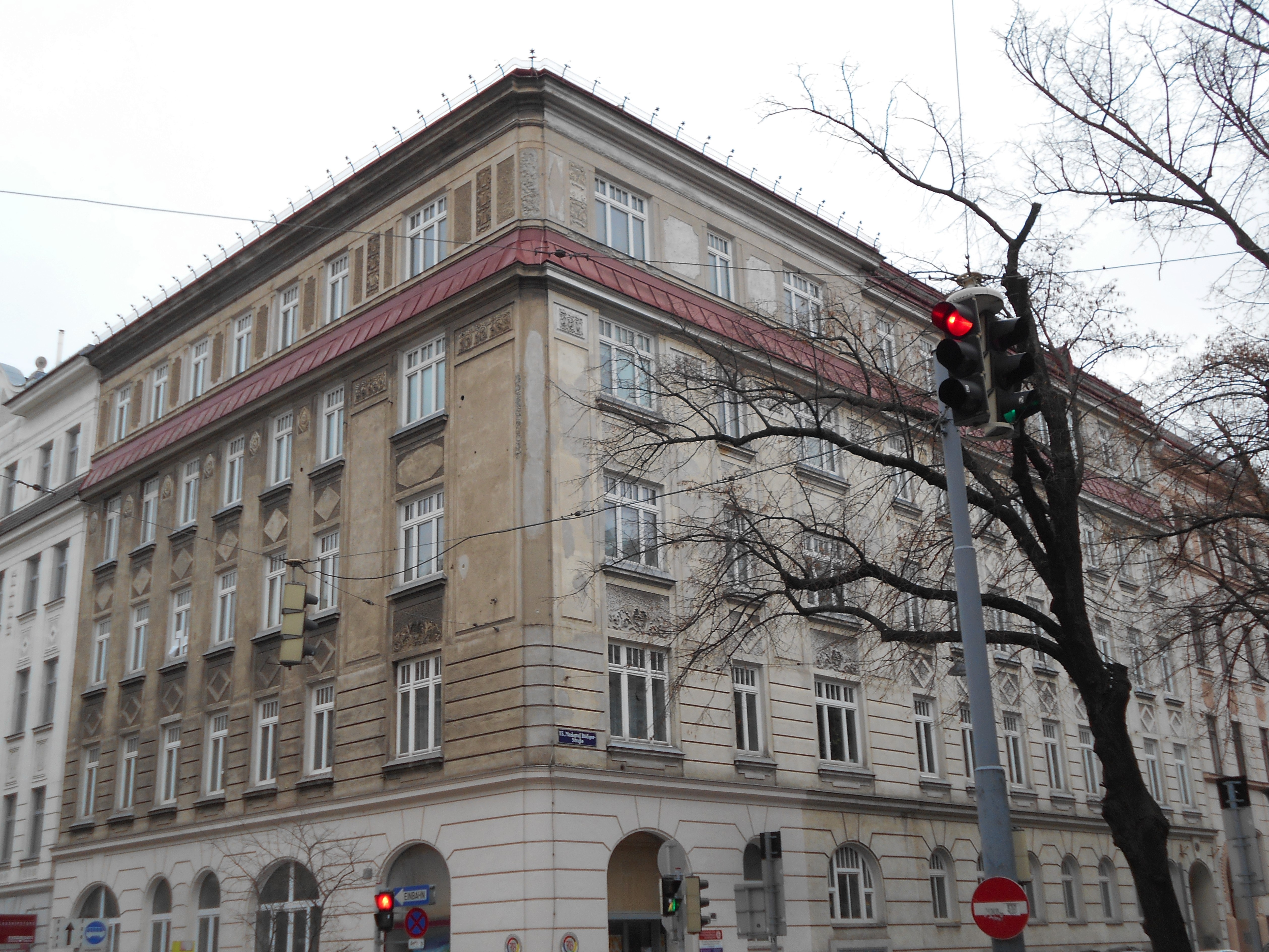
Nr. 26 (Gablenzgasse 19)

### Andere Straßen
Unter diesem Abschnitt werden die ost-westlichen Quergassen und nordsüdlichen Nebenstraßen behandelt. Die Eckhäuser stehen unter den Nord-Süd-Achsen, hier daher hauptsächlich die mittleren Häuser, soweit nicht mehrere vom selben Architekten in einem Zug erbaut wurden oder sonstwie zusammengehören.
Die nördliche (gerade) Seite der Hütteldorfer Straße, die von Nr. 4 bis Nr. 38 im Viertel liegt, ist fast geschlossen mit Bauten aus der ersten Bebauungsphase bebaut, die einzige namhafte Ausnahme ist der Ebert-Hof. Die Bauten stammen von Richard Esriel (Nr. 24, 1913, auch hier mit August Scheffel bezeichnet), Karl Kittel (Nr. 28, 1912), Emanuel Ehrlich (Nr. 34, 1913) und Franz Zelenka (Nrn. 38 & 40, 1912).
- Der Ebert-Hof auf Hütteldorfer Straße 16–22 (ident Costagasse 2, Loeschenkohlgasse 13, Pouthongasse 23, ⊙) von Viktor Mittag und Karl Hauschka aus dem Jahr 1925/26 ist der vierte Gemeindebau aus den 1920ern im Viertel. Auch hier ist die Anlage mit Vor- und Rücksprüngen, Arkaden (bzw. Lauben), Spitz- und Runderkern abwechslungsreich gegliedert, zur Hütteldorfer Straße hin ist sie mit einem giebelbekrönten Kopfbau ausgestattet. Dort öffnet sich auch der Hof zur Straße, in dessen Mitte sich der Zierbrunnen Knabe mit Vögeln (oder Frühlingsbrunnen) von Anton Endstorfer befindet. Auf der nördlichen Seite, zur Loeschenkohlgasse hin, ist der Eingang als mächtiger Spitzbogen ausgeführt.

Die westliche Begrenzung ist die Stutterheimstraße, zu der parallel die Brunhildengasse verläuft. Zwei Gebäudeblöcke aus der Zwischenkriegszeit schließen das Viertel zur Schmelz hin ab.
- Auf Stutterheimstraße Nr. 16–18 (ident Brunhildengasse 1, ⊙) liegt die ehemalige Schuhfabrik Bally, die 1924 von Bruno Bauer gebaut und 1934 sowie 1961 erweitert wurde. Es ist ein langgestreckter Ständerbau, der durch Lisenen und Rahmenfelder gegliedert ist.
- Auf Stutterheimstraße Nr. 20 (ident Brunhildengasse 3, Hagengasse 23, Walkürengasse 12, ⊙) ist der Grassinger-Hof, ein Gemeindebau aus dem Jahr 1932/33 von Josef Berger und Martin Ziegler. An den Schmalseiten der Seitentrakte befinden sich Betonständerbalkons, in der Brunhildengasse ist der Bau durch ein Relief von Johann Grassinger (Bezirksvorsteher von Fünfhaus) dekoriert.

Die nördliche Begrenzung ist die Gablenzgasse, für das Viertel relevant sind die Nrn. 15 bis 41 auf der ungeraden (südlichen) Seite. Nrn. 15, 17 und 19 stammen von Josef Schwarz (1912), Nr. 25 von Alfred Nicoladoni (1912).
Die Alberichgasse besteht in ihrer ganzen Länge aus Gebäuden aus dem Jahr 1912. Zu Nr. 8 (Martin Šmid) siehe Achleitners Eingangszitat.
Die Costagasse erstreckt sich zwei Häuserblöcke von der Hütteldorfer Straße nordwärts, vor allem auf der ungeraden (westlichen) Seite weist sie Miethäuser aus dem Jahr 1914 auf.
- Eine sehr dichte Fassade hat Nr. 9 (ident Loeschenkohlgasse 16) von Johann Millic. Achleitner meint ironisch, man könne nicht unterscheiden, ob die Fenster gerahmt seien oder die Putzflächen.[11]

Die Loeschenkohlgasse ist auf der geraden (nördlichen) Seite zwischen Nr. 10 und Nr. 22 durchgehend mit Häusern aus der Zeit von 1912–1914 verbaut.
- Nr. 12 und 14 stammen beide von Heinrich Fröhlich aus dem Jahr 1913 und sind mit Rautenmustern ausgestattet.

Die Pouthongasse reicht nur einen Häuserblock weit in das Viertel. Nr. 26 stammt von Emanuel Ehrlich aus dem Jahr 1913, es hat eine schlichte Fassade mit dekorativen Fensterrahmungen und ein verfliestes Foyer.
In der Tellgasse befinden sich drei als Einheit konzipierte Häuser (Nrn. 24, 26, 28), die aus dem Jahr 1913/14 von Oskar Czepa und Arnold Wiesbauer stammen. Das mittlere Haus ist ein besonderer Blickfang, da es in der Achse der Krebsengartengasse steht. Die Häuser sind mit Schweifgiebeln bekrönt und weisen Dekor im Stil der Wiener Werkstätte auf. Achleitner lobt die erfinderische Gestalt der Sockelzonen, die durch die leichte Steigung der Gasse auch rhythmisiert werden. Die Foyers im Inneren sind verfliest und haben Buntglasfenster.
Die Volkergasse ist geschlossen mit Häusern der ersten Bebauungsphase bebaut, die teilweise verkachelte Foyers und Buntglasfenster aufweisen, die mittleren Häuser (Nr. 3 & 4) stammen von Josef Schwarz (der auch für die meisten anderen Bauten im Block zur Gablenzgasse verantwortlich ist) aus 1913 bzw. 1914.

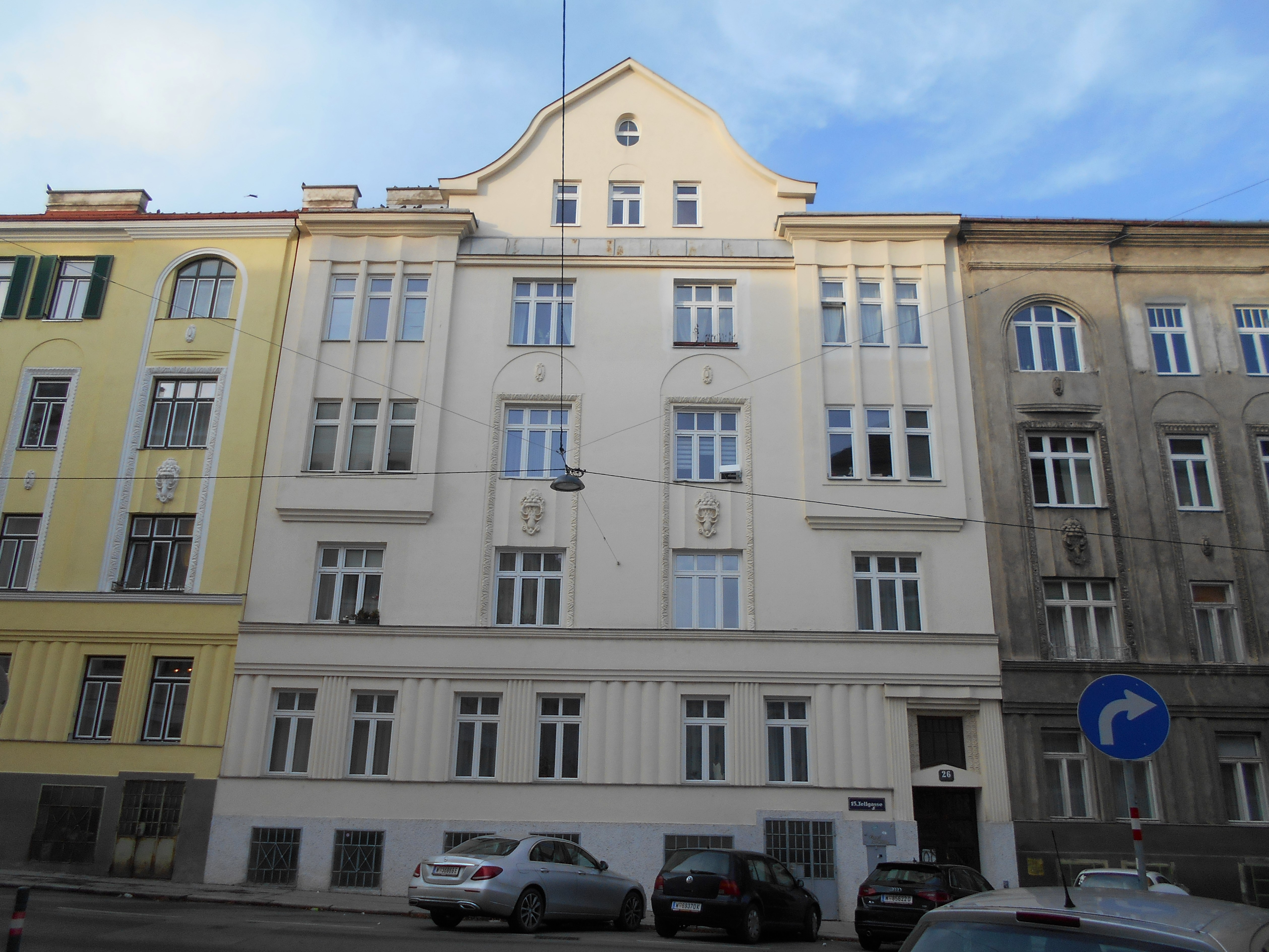
Tellgasse 26 mit Nachbarhäusern
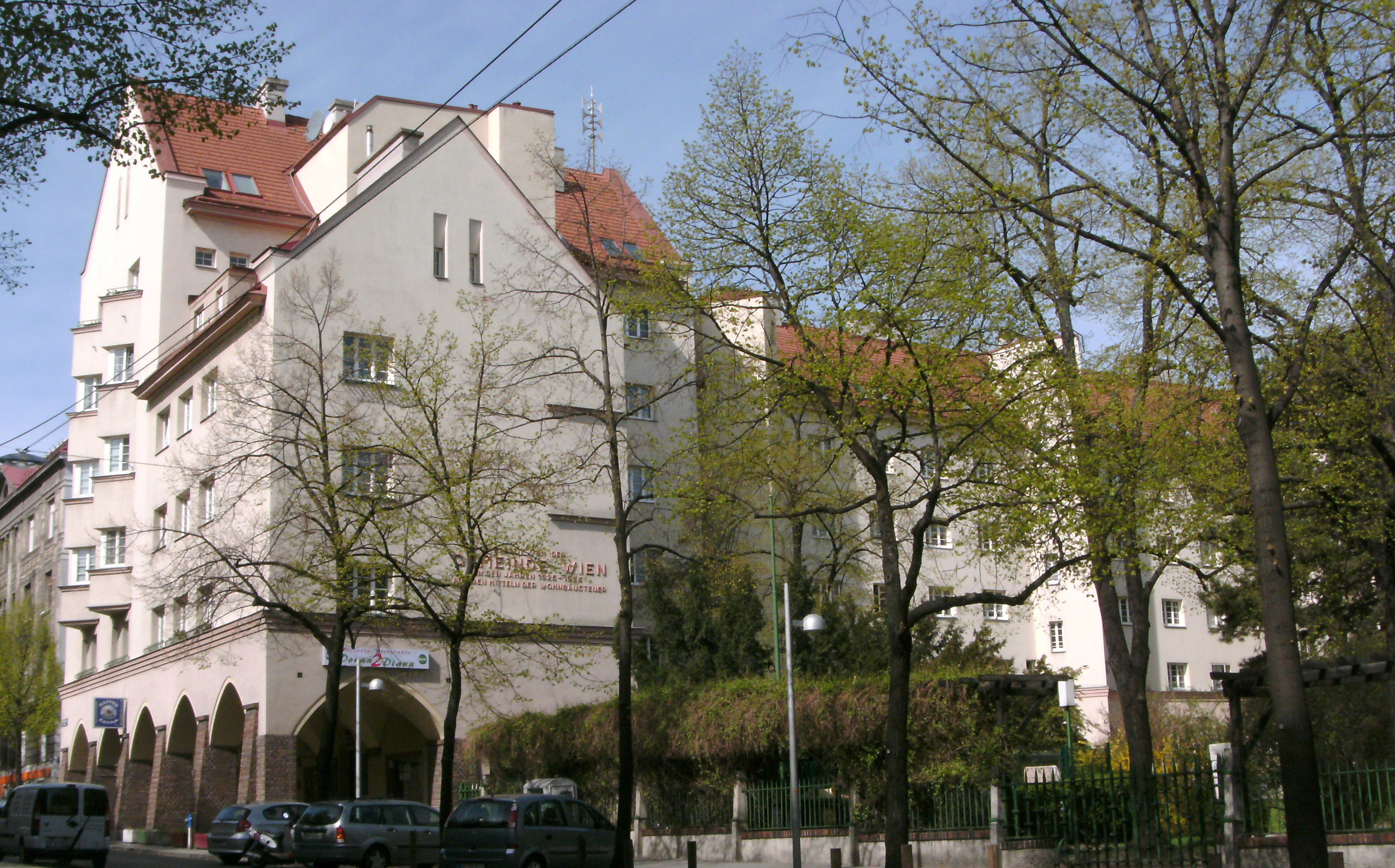
Der Ebert-Hof
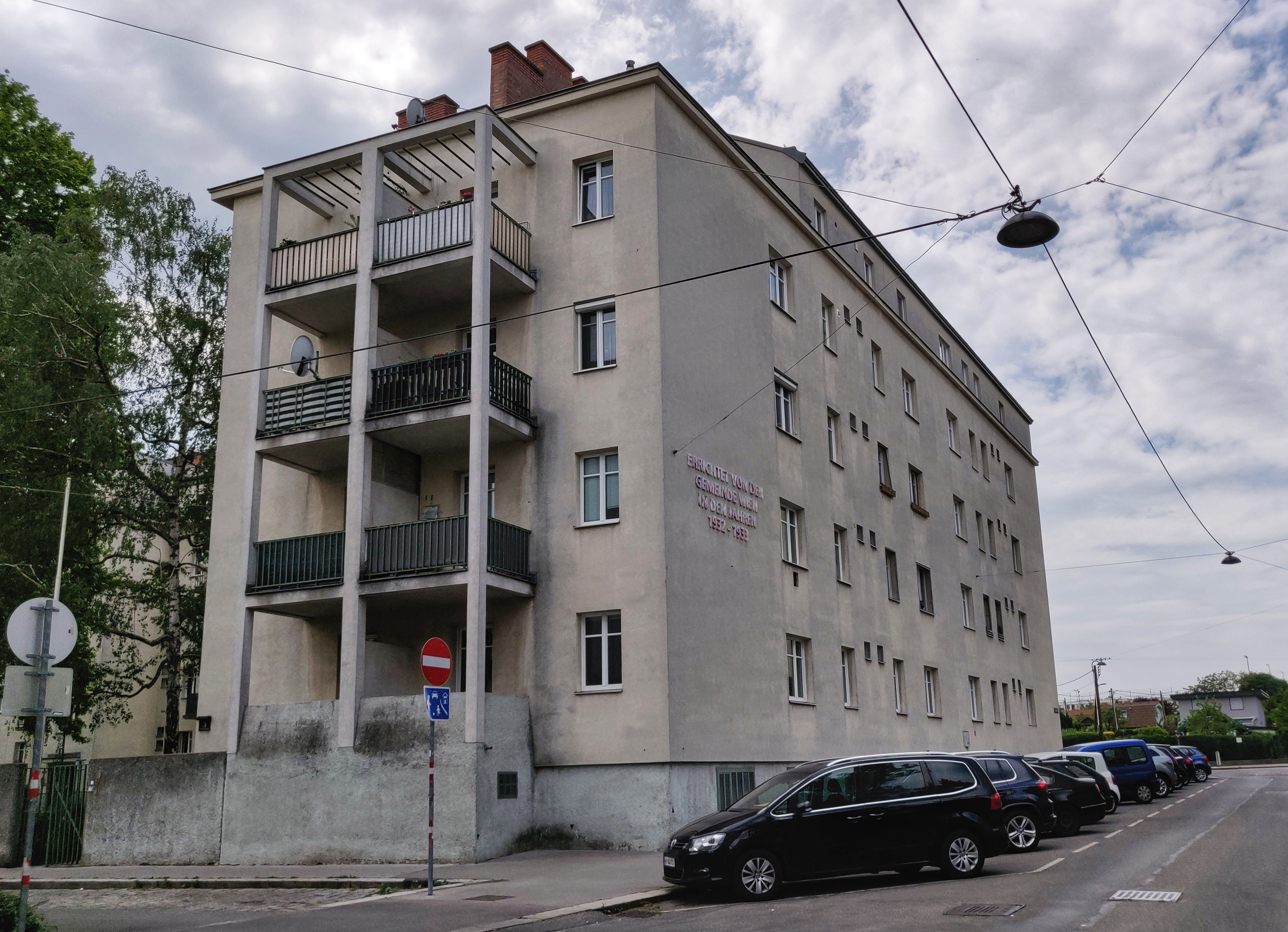
Grassinger-Hof von der Hagengasse aus
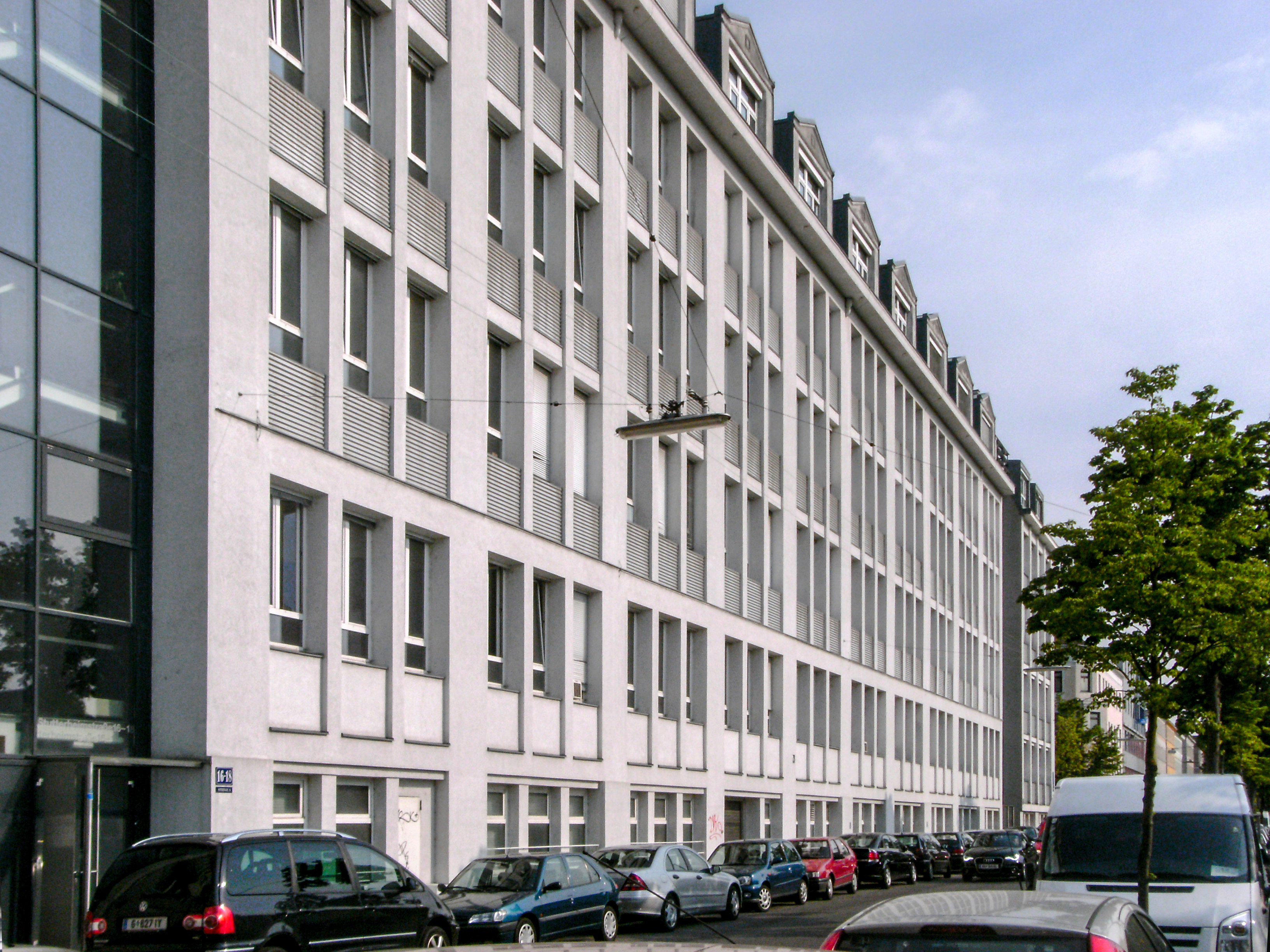
Die ehem. Bally-Fabrik

## Sonstiges
Fünf Grabdenkmäler und sonstige Relikte des Schmelzer Friedhofs sind in der Grünfläche rund um die Christkönigskirche aufgestellt, die meisten bei der Langmaisgasse. Es handelt sich um ein Schmiedeeisenkreuz, eine Grabsäule mit Urnenaufsatz, ein Sarkophag, die Tumba des Freiherren von Bertoletti sowie das Grabmal der Josefa Melly (das in seiner Form gotischen Lichtsäulen nachempfunden ist). Diese Objekte stehen unter Denkmalschutz. Ebenfalls unter Denkmalschutz steht das Relief Salz und Brot von Andreas Urteil, das auf dem Gemeindebau Witzelsbergergasse 16–18 aus den 1950er-Jahren angebracht ist.

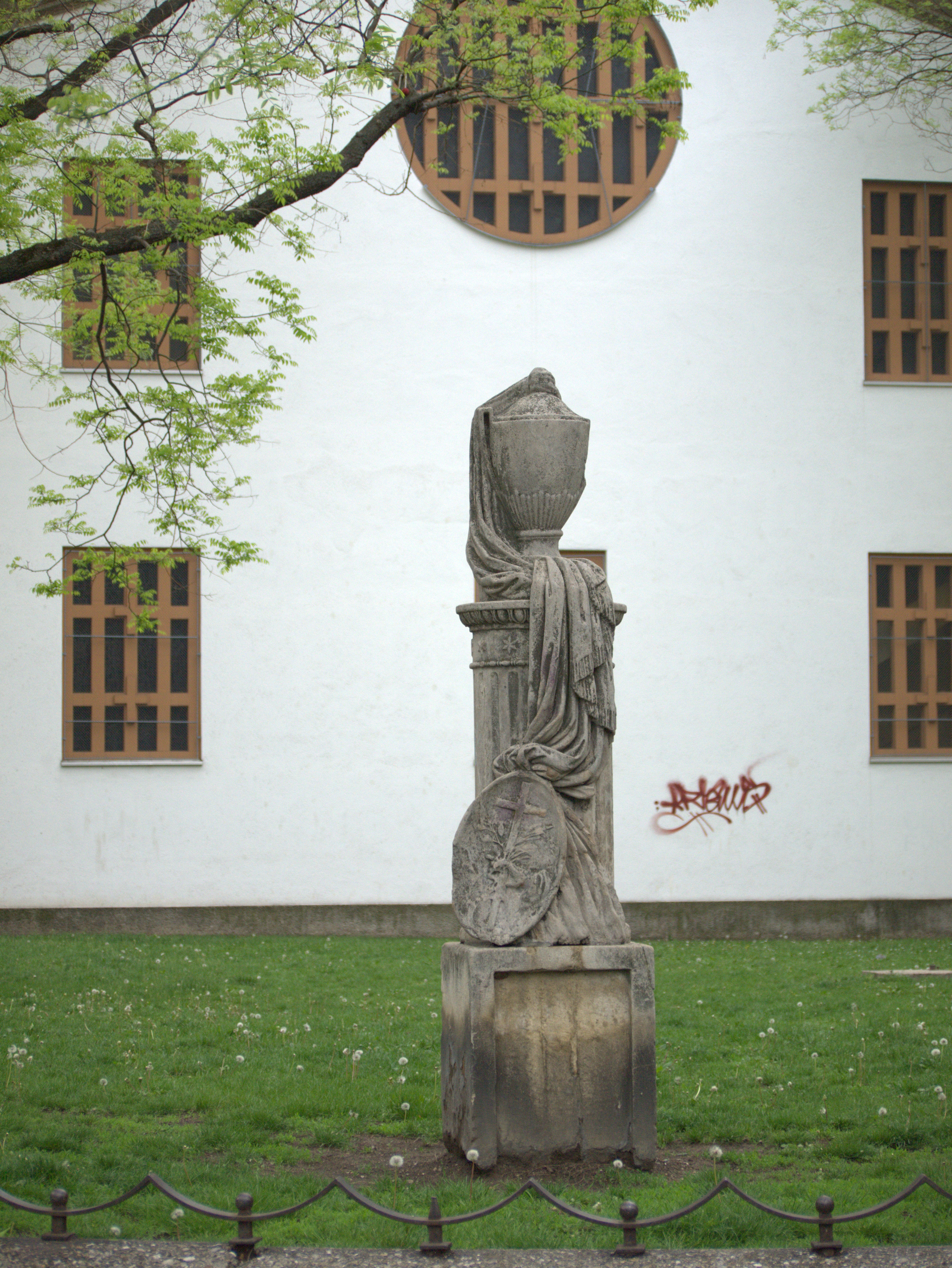
Die Urnensäule
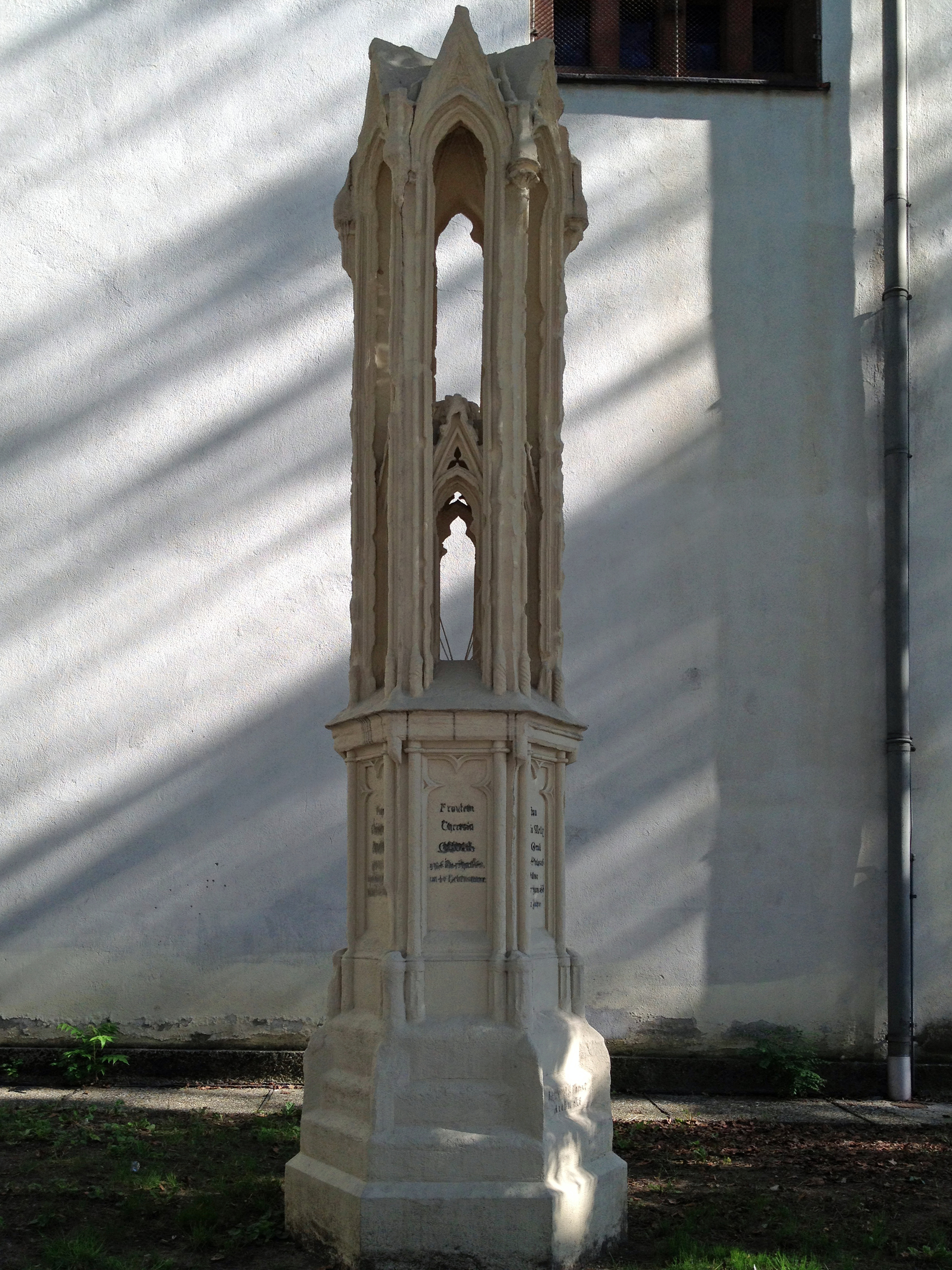
Neugotischer Tabernakelpfeiler, Grabmal Josefa Melly
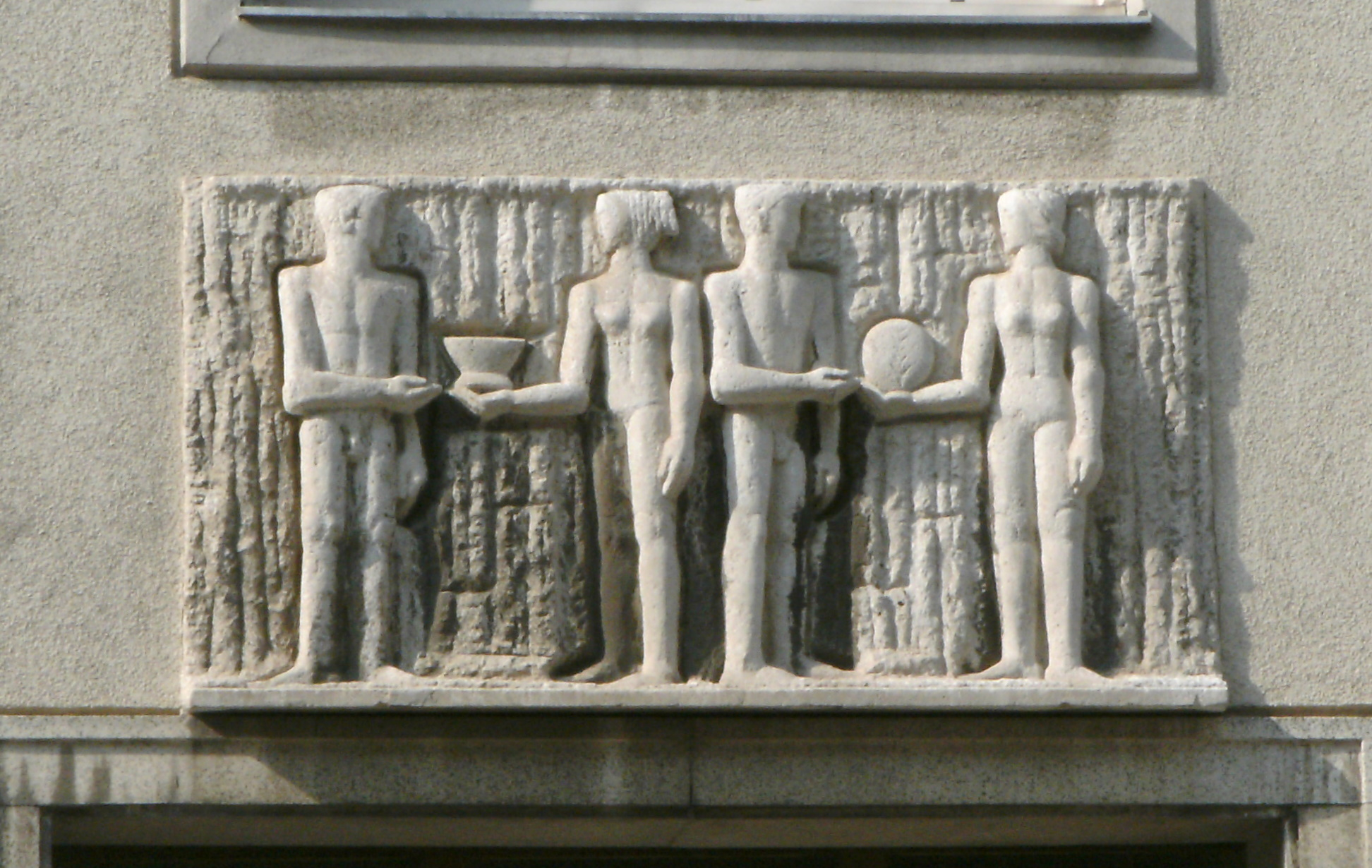
Salz und Brot